# Malbork
Malborkⓘ (em latim: Mariaeburgum, Mariae castrum, Marianopolis; em alemão: Marienburg) é um município localizado no norte da Polônia. Pertence à voivodia da Pomerânia, no condado de Malbork, às margens do rio Nogat. Entre 1309 e 1457, foi a capital do Estado da Ordem Teutônica. Malbork está localizada na área da antiga Pomesânia, na Prússia histórica, na Terra de Malbork, e etnograficamente na região de Powiśle. A cidade real estava localizada, na segunda metade do século XVI, na voivodia de Malbork.
Estende-se por uma área de 17,2 km², com 36 573 habitantes, segundo o censo de 31 de dezembro de 2024, com uma densidade populacional de 2 131 hab./km².

## História
Os vestígios mais antigos de assentamento no local da atual Malbork datam da Idade da Pedra. Um assentamento mais intenso ocorreu no século X, quando um pequeno castro foi construído em Malbork-Wielbark. Após a reconquista da Pomerânia Oriental pelo Duque Casimiro, o Restaurador, por sua iniciativa, um grande assentamento fortificado foi construído no século XI, próximo à atual Malbork, em Węgry, onde se desenvolveu o maior centro comercial e econômico da região. Durante o reinado de Boleslau, o Ousado, a Pomerânia Oriental foi perdida para a Polônia e as terras vizinhas ficaram sob o controle dos governantes pomeranos locais. Em meados do século XII, a cidade fortificada de Węgry foi destruída por tribos prussianas e deixou de existir, mas parte das terras ao longo do rio Nogat foi recuperada pelos duques da Pomerânia. Graças a eles, o castro de Zantyr foi fundado na margem direita do rio Nogat. Como resultado da política de Sambor II, um dos dois irmãos do duque Świętopełk II, Zantyr foi doada à Ordem Teutônica em 1250. Por volta de 1274, os |Cavaleiros Teutônicos começaram a construir, em parte com materiais obtidos da demolição de antigos edifícios do mosteiro do assentamento de Zantyr, um castelo fortemente fortificado no curso inferior do rio Nogat. O castelo em construção e a cidade que o cercava receberam o nome de Marienburg, ou Castelo de Maria, em homenagem à padroeira da Ordem. Em 1280, o convento de Zantyr foi transferido para o castelo da Ordem.
Com o castelo, foi fundado um assentamento, ao qual foram concedidos direitos de cidade pela lei de Chełmno em 1286.
Em um terreno elevado com vista para o rio, ao sul do terreno do castelo, foram distribuídos lotes para os colonos. As construções posteriores se estendiam ao longo de uma única rua, alargando-se no meio para formar uma praça (cerca de 30 m de largura e 300 m de comprimento). As casas com estrutura de madeira e arcadas foram colocadas com suas empenas voltadas para ela. Uma fachada, a oriental, era chamada de arcada alta, e a ocidental, de arcada baixa. As ruas corriam paralelamente à praça principal: a oeste, a Schuhgasse, que levava ao portão chamado de Portão do Sapateiro desde o cerco sueco; a leste, a Kratzhammer e a Neustadt (projetadas após 1380).
Na parte noroeste da cidade estava localizada a igreja paroquial de São João Batista. Outro edifício importante era a prefeitura. Uma verdadeira pérola municipal da arquitetura gótica. A primeira menção à prefeitura de Malbork, que diz “auff dem Rathuze von der Stadt” (na prefeitura), data de 1365.
Inicialmente, a cidade tinha muralhas não muito altas, delimitadas por torres da cerca e portões: de Santa Maria, ou Sztum, do Oleiro (também chamado de Espírito Santo ou Elbląg) e do Sapateiro. No lado do rio, os muros e a muralha foram reforçados com aterros. Um fosso e um muro de contenção para evitar deslizamentos de terra separavam a cidade do sistema de defesa do castelo. A proibição do governo de construir um muro defensivo nesse lado foi causada pela intenção de ter controle total sobre a cidade, o que foi confirmado durante a Guerra dos Treze Anos e durante as invasões suecas no século XVII. Entre 1352 e 1383, as muralhas da cidade foram erguidas e reforçadas com sete torres triplas na linha leste, abertas para o lado da cidade.
Os colonos chegaram durante três quartos do século XIV e seu fluxo parou gradualmente. A cidade assumiu um caráter artesanal, comercial e agrícola. A cidade se desenvolveu graças à sua conveniente conexão por vias fluviais com o rio Vístula e o rio Nogat para Chełmno, Grudziądz, Toruń e Elbląg, bem como para a poderosa Gdansk. No século XIV, Malbork era uma cidade de porte médio em termos da área que ocupava, bem como de suas construções e economia. Cereais, madeira, couro, cavalos e vinho eram comercializados aqui. As corporações de padeiros e açougueiros prosperavam, enquanto as boas condições de cultivo eram o resultado do excelente solo e do clima relativamente ameno que prevalecia no delta dos rios Vístula e Nogat.

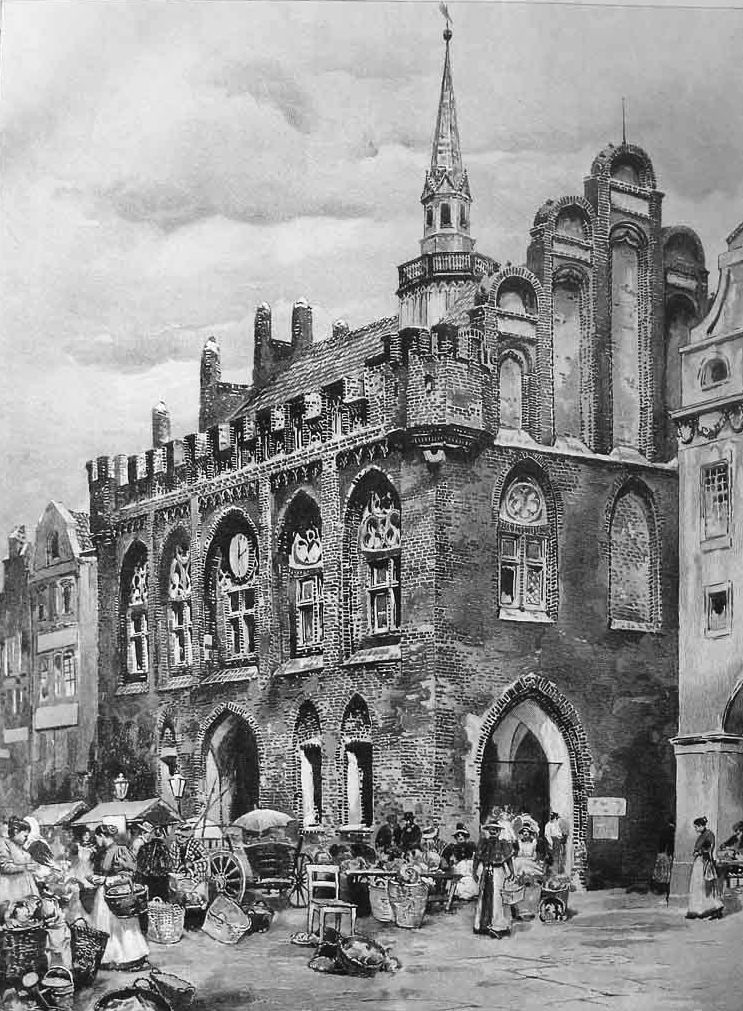
Prefeitura de Malbork em uma xilogravura de 1903

A comunidade da cidade era governada por um conselho de sete a oito membros, chefiado por um prefeito. O conselho incluía um camarada, ou vice-prefeito, e, a partir de 1416, um gerente de tesouraria (kamlarz). O chefe do tribunal era o prefeito, que, com seu vice, presidia uma bancada de dez membros. Naquela época, havia cerca de 85 casas e 89 edifícios agrícolas na cidade.
A vida cotidiana naquela época não era diferente da vida em outras cidades semelhantes. Em caso de perigo, os habitantes da cidade recebiam armas e armaduras do arsenal localizado na prefeitura. Cada membro das guildas estava familiarizado com os deveres de defender as muralhas e as torres em caso de cerco. Os súditos do duque Ladislau I não entregaram Malbork até setembro de 1309 e, para legitimar sua conduta, os Cavaleiros Teutônicos compraram de volta dos brandemburgueses seus direitos duvidosos sobre o distrito em setembro. A anexação da Pomerânia de Gdansk permitiu que o Grão-Mestre da Ordem Teutônica transferisse finalmente a capital de Veneza para Malbork.
Entre 1309 e 1457, Malbork foi a sede do Grão-Mestre da Ordem Teutônica e a capital do Estado monástico.
Em 1365, o Castelo de Malbork hospedou por três dias o rei Casimiro III, o Grande (como o primeiro governante polonês), que foi recebido pelo Grão-Mestre Winrich von Kniprode.
Entre 1466 e 1772, Malbork foi uma cidade real localizada na província da Prússia Real. O governo municipal era chefiado por um governo autônomo composto por conselheiros e um prefeito eleito. A cidade estava sujeita à autoridade do starosta de Malbork, como representante direto do rei, que aprovava anualmente a eleição para o conselho da cidade por meio de seu representante (burgrave ou vereador de Malbork). Administrativamente, Malbork foi incluída na voivodia de Malbork, da qual recebeu apenas seu nome; a cidade, no entanto, nunca foi sua capital. O castelo de Malbork foi a residência dos reis poloneses usada durante suas estadias na Prússia e no caminho para Gdansk. O Castelo de Malbork de jure tornou-se propriedade real com base no ato de incorporação da Prússia à Coroa do Reino da Polônia (6 de março de 1454). Inicialmente, foi administrado pelo starosta de Malbork e por funcionários subordinados a ele (vereador, burgrave, tesoureiro de Malbork) e, a partir do início do século XVI, conjuntamente pelo starosta e pelo administrador das propriedades do castelo de Malbork que se estendiam pela Grande e Pequena Malbork Żuławy, nomeado pelo rei. Em 1591, essas propriedades foram transformadas no Tesouro de Malbork, que fazia parte do complexo de propriedades pertencentes ao rei e era administrado por um funcionário chamado Tesoureiro de Malbork. De 1506 a 1626, o castelo de Malbork também foi a sede do tesoureiro das terras prussianas, um cargo que evoluiu a partir do tesoureiro de Malbork. No período polonês, Malbork foi o local das convenções, primeiro dos Estados prussianos e, a partir de 1526 (alternando com Grudziądz), do sejmik geral da Prússia Real. As sessões eram geralmente realizadas na prefeitura e na igreja paroquial de São João Batista. Em termos de afiliação eclesiástica, Malbork pertencia à Diocese da Pomesânia, que, no século XVI, como resultado da Reforma Protestante e da divisão da Prússia Real (polonesa) e Ducal, também foi dividida em uma parte católica e outra protestante. No século XVI, a parte católica ainda estava subordinada à administração dos bispos de Chełmno, que, a partir de 1601, passaram a ser representados pelos titulares de cargos pomesânios residentes em Malbork. No século XVI, como resultado do progresso da Reforma Protestante, a maioria dos burgueses de Malbork e os habitantes dos pântanos de Malbork se converteram ao luteranismo. Os luteranos de Malbork e Żuławy receberam o privilégio de professar livremente o luteranismo no Sejm de Lublin em 1569. No entanto, durante o reinado de Sigismundo III Vasa, no período da Contrarreforma pós-tridentina, os jesuítas foram trazidos para Malbork (1618–1780), cuja tarefa era a recatolização pacífica da população dissidente local. Isso incluía os luteranos mais numerosos, além de menonitas (principalmente em Żuławy), calvinistas e até mesmo alguns ortodoxos, judeus ou muçulmanos.

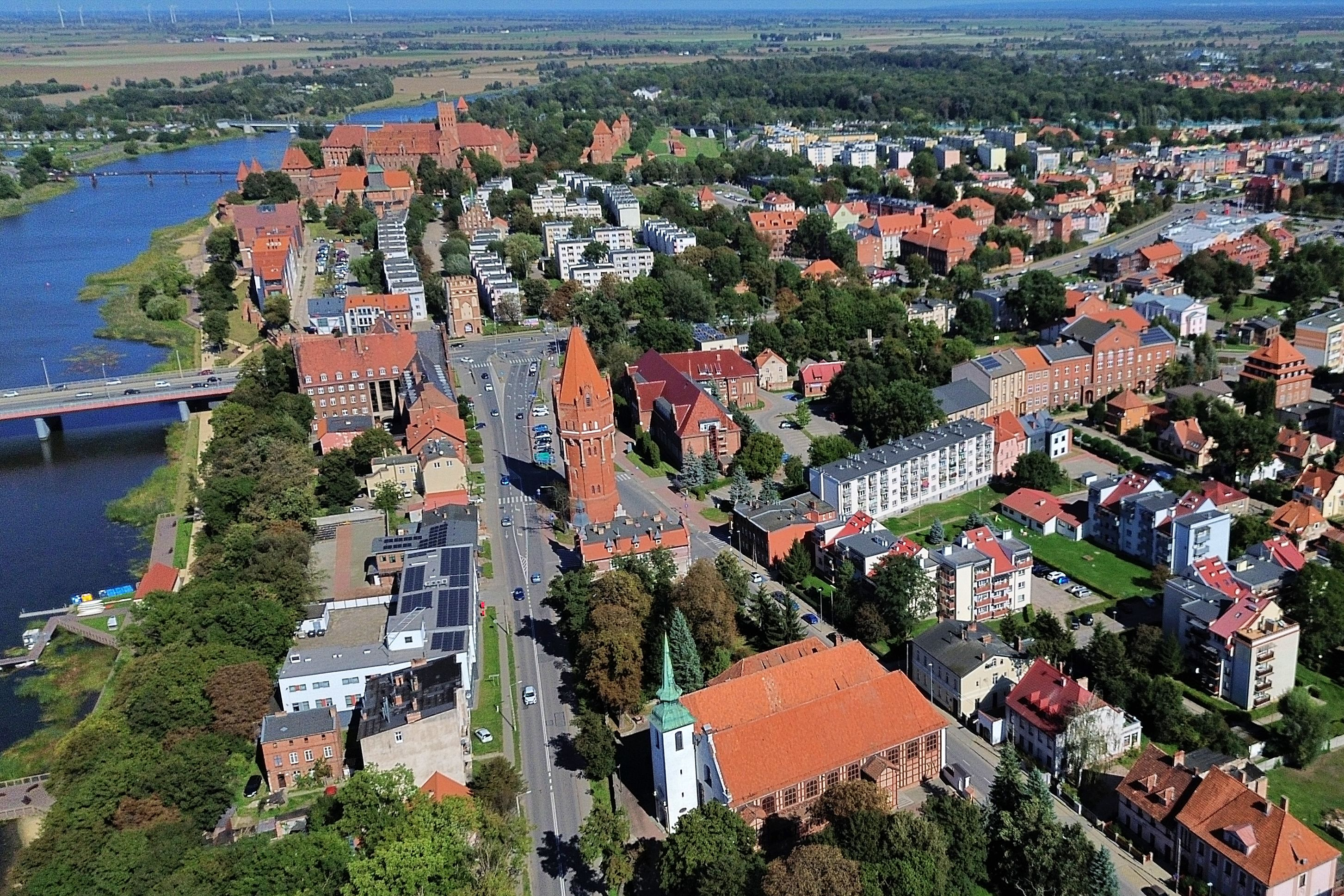
Área do centro histórico de Malbork (na parte inferior da imagem, é possível ver a igreja de Nossa Senhora do Perpétuo Socorro e, na parte superior, o castelo)

Após a Primeira Partição da Polônia, as tropas prussianas entraram em Malbork no outono de 1772. Em 1773, Malbork foi incorporada à recém-criada província da Prússia Ocidental, com sua capital em Kwidzyn (e, a partir de 1793, em Gdansk). Depois de 1919, Malbork fazia parte da Regência da Prússia Ocidental e, entre 1939 e 1945, da Regência de Kwidzyn do Distrito de Gdansk-Prússia Ocidental.
Em 13 de setembro de 1872, foi lançada a pedra fundamental e, em 3 de outubro de 1877, a estátua do rei prussiano Frederico II, o Grande, foi inaugurada, obra de Rudolf Siemering, de Berlim. Ela retratava o rei em pé em um pedestal e apoiado em uma bengala, com figuras dos Grão-Mestres Hermann von Salza, Siegfried von Feuchtwangen, Winrych von Kniprode e Albrecht von Brandeburgo-Ansbach abaixo dele. Após a Segunda Guerra Mundial, o monumento foi destruído e as figuras dos grão-mestres foram transferidas para o castelo. Entre 1875 e 1876, o Seminário Real de Professores foi construído no que hoje é a rua Jagiellońska e, em 1910, uma igreja batista. Em 1893, foi iniciada a construção de um escritório de starosta na praça Eslava e, em 1905, foi construída uma torre de água no local. O crescente prestígio dessa parte da cidade levou à interrupção, em 1913, dos mercados de cavalos que eram realizados ali desde 1878. Em 1866, a Escola de Gramática Real foi fundada no que hoje é a rua Marca 17, em 1874 a Escola para Meninas Luísa da Prússia, em 1891–1893 o prédio neogótico dos correios com uma torre esbelta com sacadas e uma cúpula aberta com um relógio na lateral da rua Garbarska. Entre 1897 e 1899, a sinagoga de Malbork (incendiada em 1938) e, entre 1902 e 1906, o quartel do 152.º regimento de infantaria, com um monumento aos mortos na Primeira Guerra Mundial inaugurado em 1925. Uma capela com características neogóticas foi construída na rua Reymonta entre 1906 e 1907.
Em 26 de julho de 1899 e 6 de dezembro de 1902, ocorreram dois incêndios em Malbork, destruindo a Cidade Velha. No primeiro deles, que começou no açougue Brünlinger, no subsolo, 17 sobrados com arcadas na fachada oeste da praça principal e 32 celeiros no rio Nogat, bem como o telhado da prefeitura, foram incendiados, deixando 200 pessoas desabrigadas e causando perdas de até 2 milhões de marcos. Um segundo incêndio consumiu 5 prédios. A destruição foi completada por uma tempestade no dia de Natal, 25/26 de dezembro de 1902.
Entre 1911 e 1917, foi criado o Parque da Cidade ao norte do castelo, na borda do qual, em 1924, foi inaugurado o Heldenhain (“Bosque dos Heróis”), um memorial em forma de círculo megalítico para os soldados dos distritos de Elbląg, Malbork e Sztum que haviam morrido na Primeira Guerra Mundial.
Como resultado da criação da Cidade Livre de Gdansk em 1920, a cidade perdeu seu subúrbio ocidental de Kałdowo. Em julho de 1920, os habitantes de Powiśle, incluindo Malbork, decidiram em um plebiscito pertencer à Alemanha.
A década de 1920 viu o abandono da feira da Praça do Mercado e a criação de um grande distrito industrial no rio Nogat, no subúrbio de Piaski. Em 1924, um aeroporto foi inaugurado, oferecendo conexões diárias para Berlim, Gdansk, Elbląg e Olsztyn e, um ano depois, surgiu um serviço de ônibus urbano. Em 1926, foi desenvolvido um bulevar no rio Nogat. Entre 1927 e 1929, a Nova Prefeitura foi construída no que hoje é a praça Eslava, abrigando também uma biblioteca, um banco de poupança municipal e uma escola de comércio.

Malbork, Castelo Teutônico
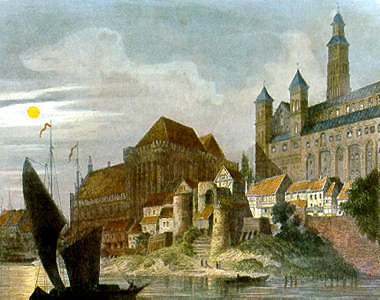
Malbork, cerca de 1859
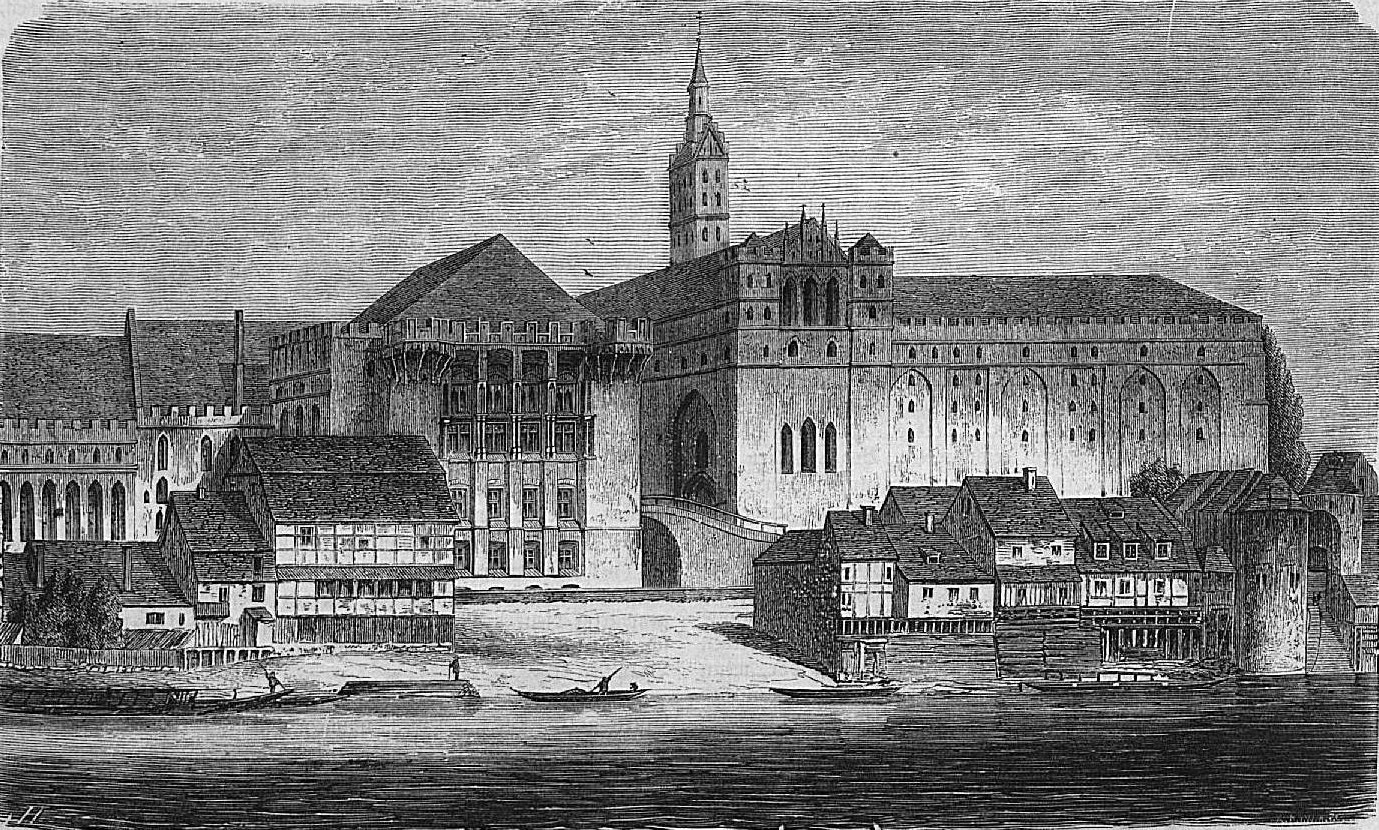
Malbork, cerca de 1859
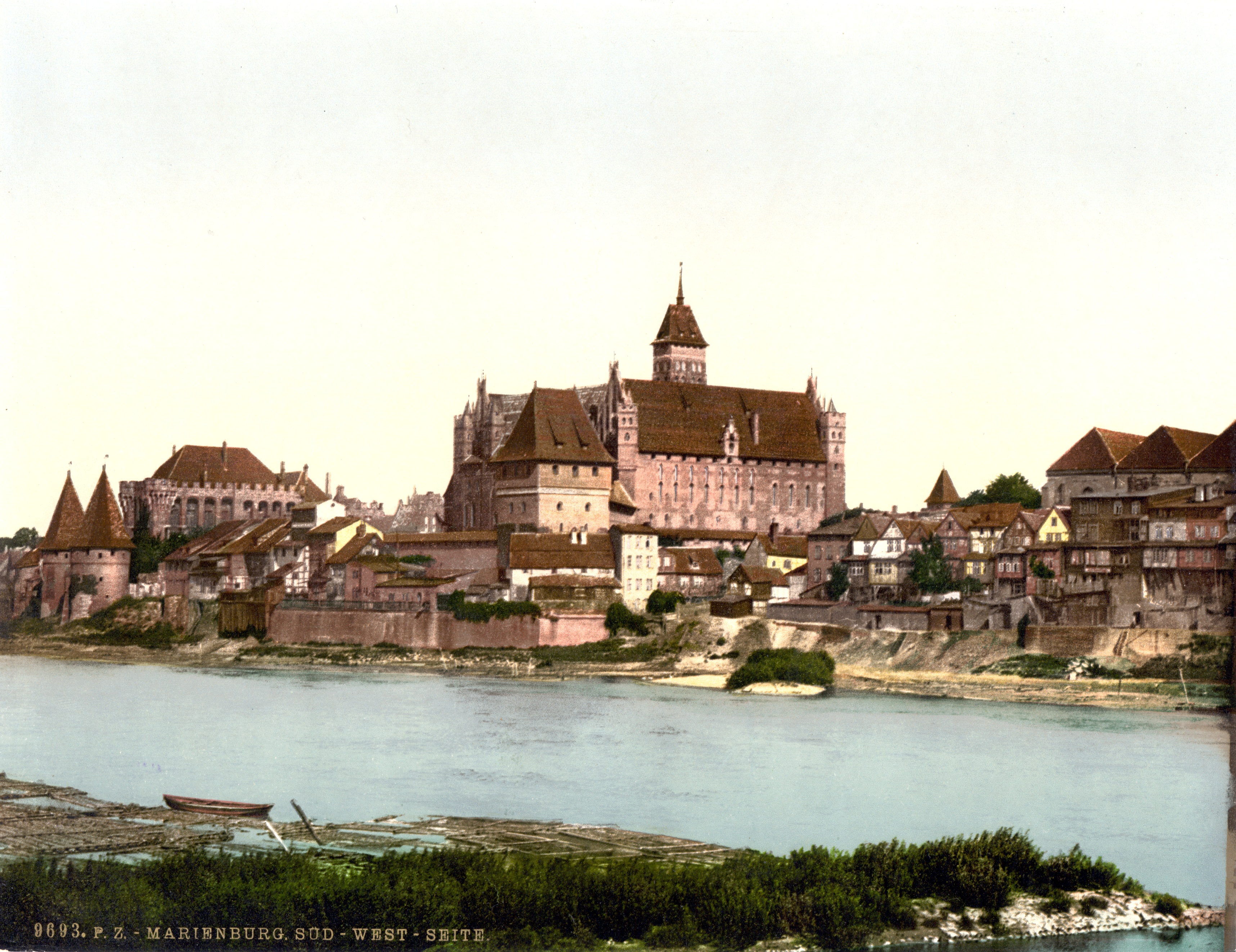
Malbork, cerca de 1895
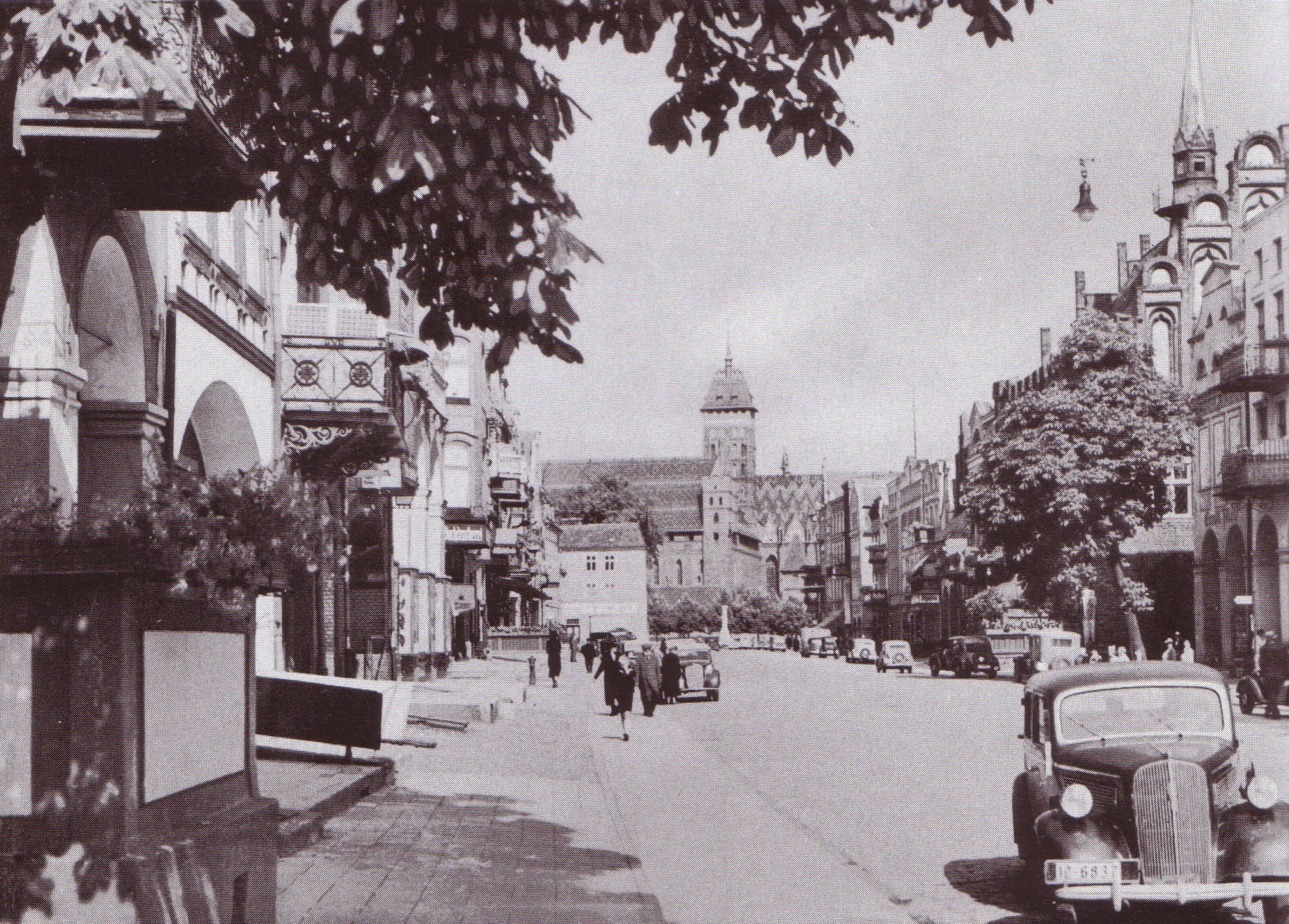
Praça da Cidade Velha em Malbork (com arcadas), cerca de 1935

Em 1945, após combates de 26 de janeiro a 17 de março, a cidade foi capturada por unidades do 2.º Exército de Choque da Segunda Frente Bielorrussa. Quinhentos e vinte e nove soldados do Exército Vermelho foram mortos durante os combates.
Como resultado da luta pela cidade entre o Exército Vermelho e a Wehrmacht, 80% das construções de Malbork foi destruída. Em 9 de março de 1945, as pontes sobre o rio Nogat foram explodidas. A cidade foi incorporada à Polônia e a população alemã foi deslocada. Os primeiros transportes de deslocamento ocorreram em janeiro de 1947. A partir de 28 de junho de 1947, transportes com pessoas deslocadas de origem polonesa, do território da atual Ucrânia, começaram a chegar ao condado de Malbork.
Após a guerra, a remoção gradual dos danos causados pela guerra se resumiu à demolição sistemática dos restos dos edifícios no centro histórico de Malbork. Os tijolos recuperados foram doados para a reconstrução de Varsóvia. As únicas relíquias remanescentes da cidade gótica são: a igreja paroquial, a prefeitura, os dois portões da cidade e parte das muralhas defensivas. Atualmente, a cidade antiga de Malbork é ocupada por blocos de apartamentos de quatro andares. No entanto, o traçado oriental das ruas medievais, com uma longa praça do mercado e ruas de fazendas, foi preservado, e a prefeitura, a igreja de São João Batista, duas torres de portão, fragmentos das muralhas defensivas e muros góticos da escola foram restaurados. Ao mesmo tempo, a indústria estava se estabelecendo na cidade, com uma grande fábrica de açúcar, uma fábrica de linho, um laticínio, uma fábrica de massas, uma gráfica e uma fábrica de engenharia elétrica produzindo ventiladores.
Em 1960, foi construído um cemitério cuidadosamente composto para os soldados britânicos mortos nas duas guerras mundiais.
Em 28 de outubro de 2008, durante os trabalhos de construção, foi descoberta uma vala comum com 2 116 pessoas, provavelmente residentes da cidade que haviam desobedecido à ordem de evacuação. Elas provavelmente morreram durante os combates na cidade e durante o cerco à cidade pelas mãos do Exército Vermelho ou em decorrência de doenças e do frio. Cem pessoas, a julgar pelas marcas em seus crânios, foram mortas a tiros.
Entre 2011 e 2014, a antiga escola de latim, construída em 1352 por Winrich von Kniprode, Grão-Mestre da Ordem Teutônica, foi reconstruída. O prédio abriga uma biblioteca, um antigo centro de artesanato e um observatório astronômico.
Em setembro de 2014, foi iniciada a reconstrução da “Madona e o Menino” de 8 metros de altura, destruída em 1945, e inaugurada em 14 de abril de 2016. Essa estátua estava em um nicho na fachada externa da igreja do castelo desde o século XIV, tornando-se um símbolo da Ordem Teutônica e do castelo. Cerca de 300 mil a 350 mil cubos (chamados tesselas) foram usados para restaurar o mosaico que cobre a estátua. Os cubos foram feitos de dois tipos de vidro: vidro veneziano, colorido na massa, e vidro no qual foram incorporados flocos de ouro.

Castelo de Malbork
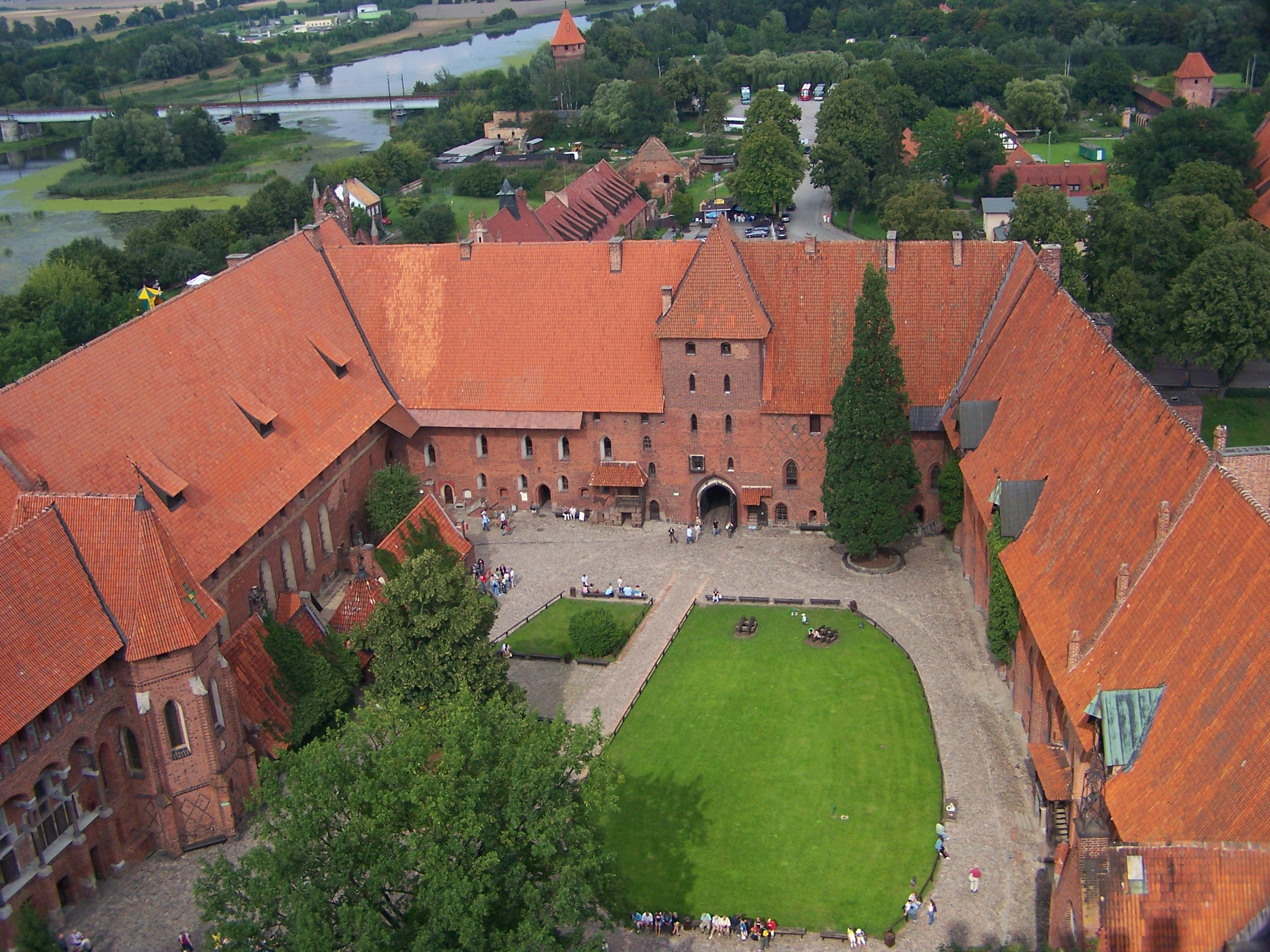
Castelo do Meio — pátio
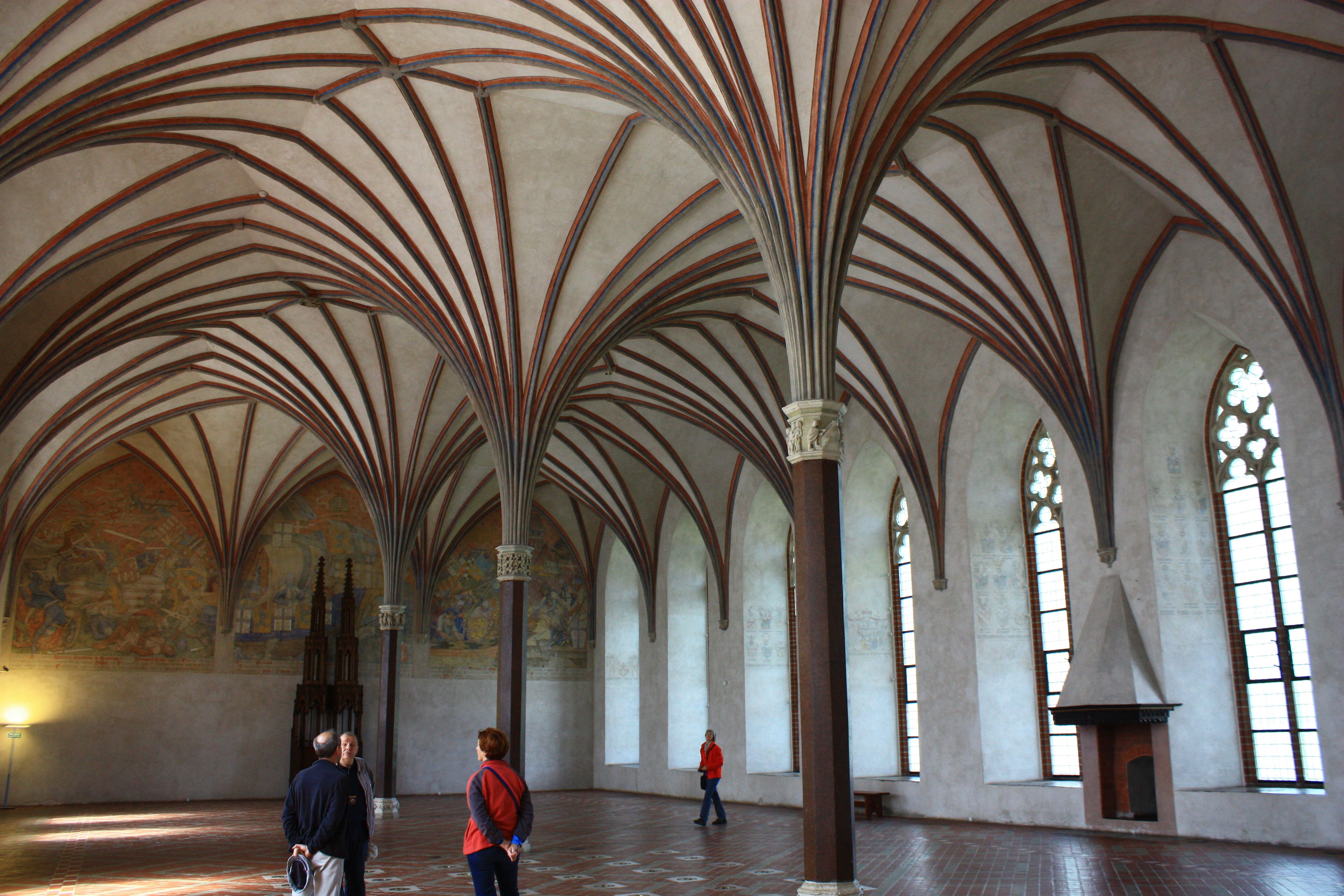
Grande refeitório — interior
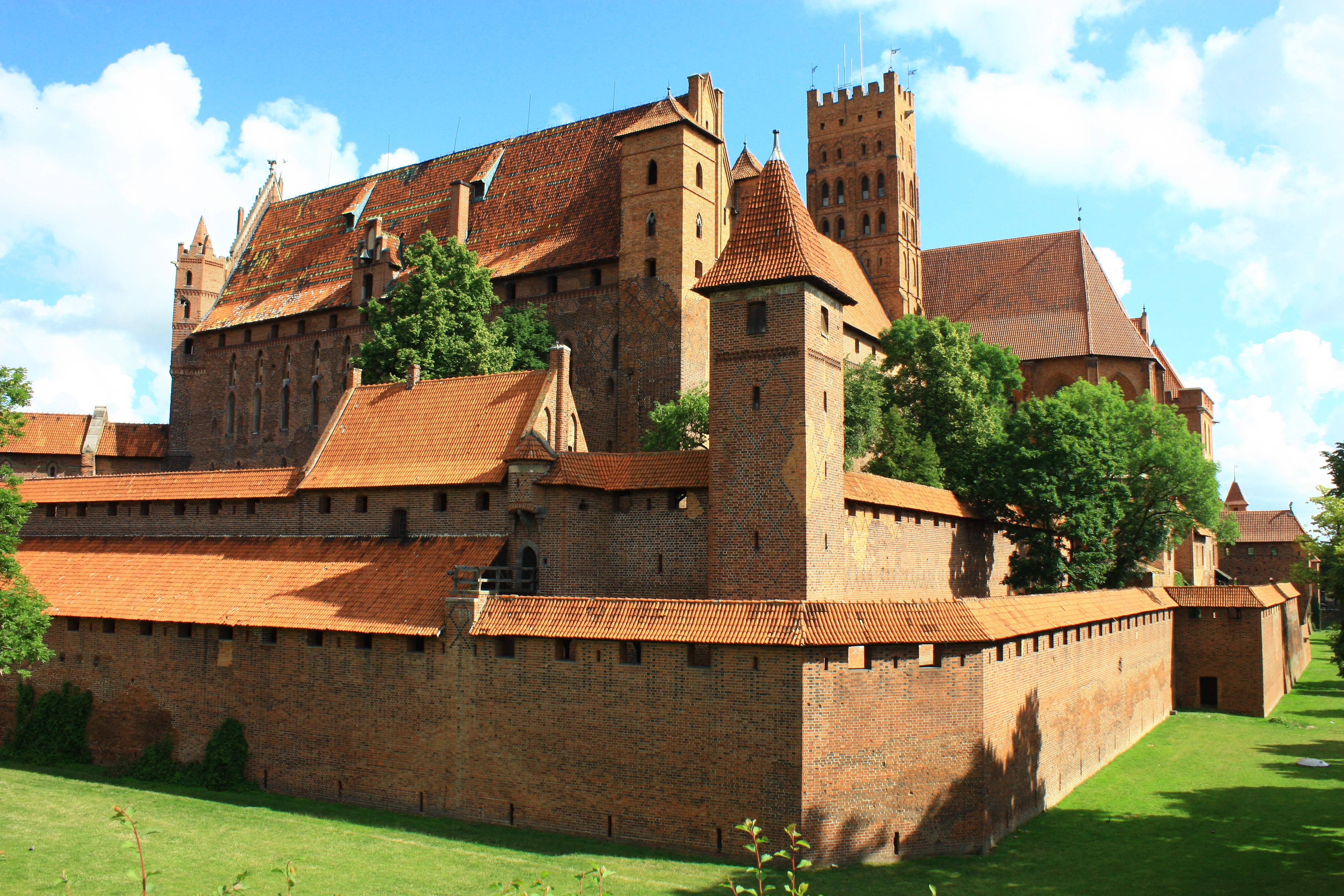
Castelo Alto
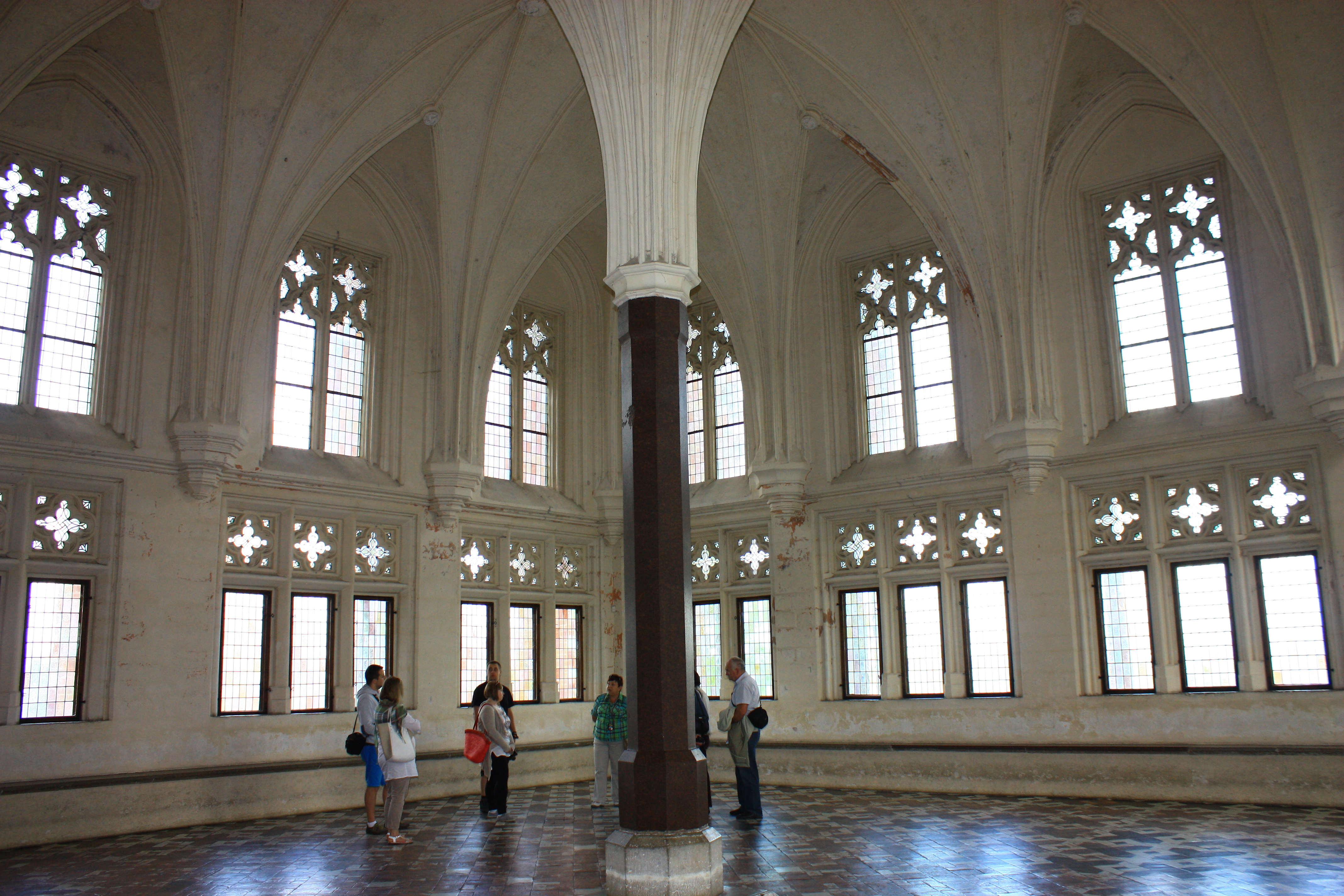
Refeitório de verão

## Mascote de Malbork

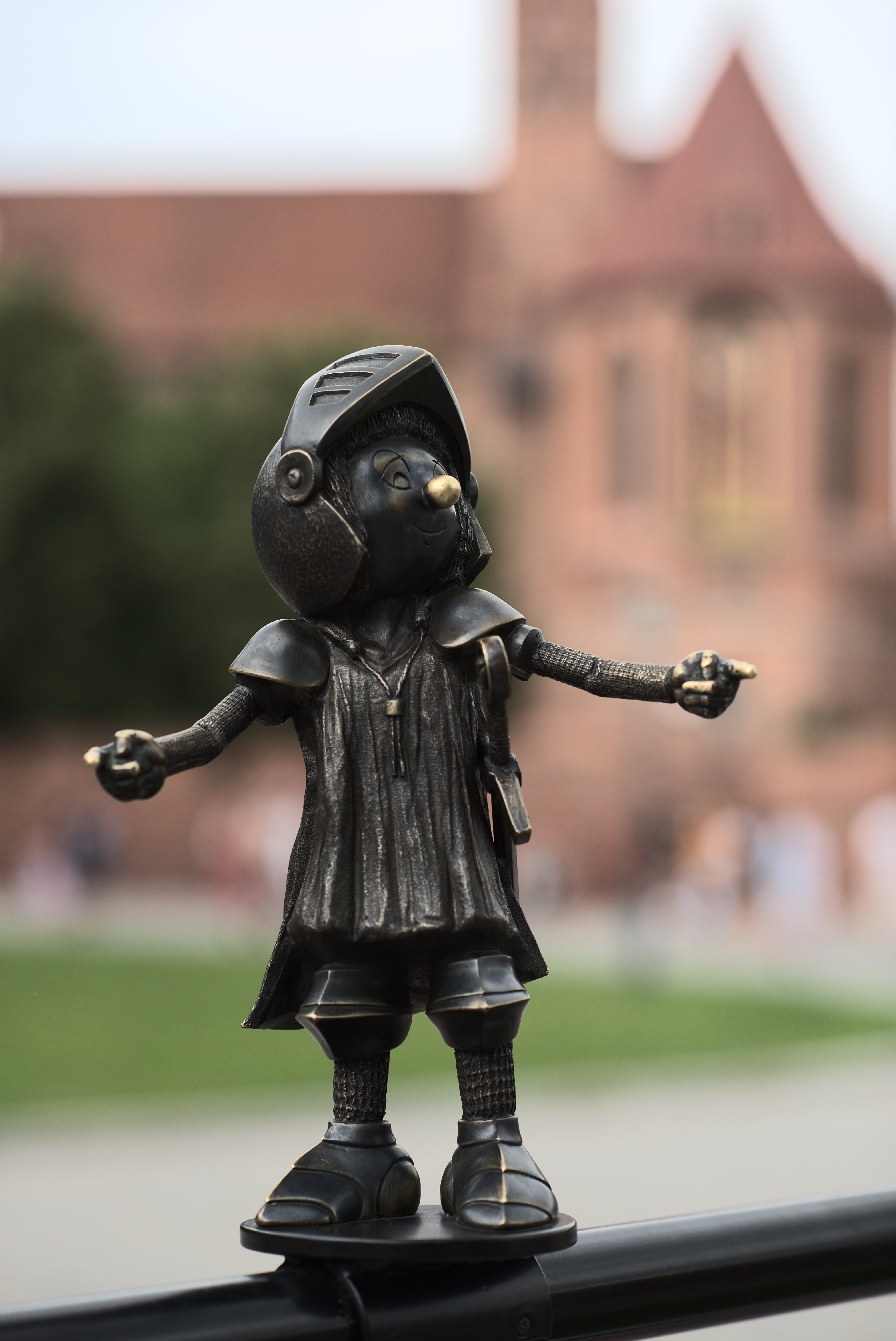
Uma das figuras de Marianek, o mascote da cidade de Malbork

Como parte do Orçamento Cívico de Malbork 2020, foram feitas as três primeiras figuras de Marianek, um pequeno cavaleiro de bronze que é o mascote oficial de Malbork. Existiam cinco estatuetas na cidade, até que em 2022, uma das estatuetas foi roubada de um banco em frente ao Museu da Cidade de Malbork. Em 2024, uma cópia da mesma estátua foi adicionada, dessa vez no bulevar do rio Nogat, próximo à Escola Latina.

## Demografia
Conforme os dados do Escritório Central de Estatística da Polônia (GUS) de 31 de dezembro de 2024, Malbork é uma cidade pequena com uma população de 36 573 habitantes (10.º lugar na voivodia da Pomerânia e 117.º na Polônia), tem uma área de 17,2 km² (17.º lugar na voivodia da Pomerânia e 367.º lugar na Polônia) e uma densidade populacional de 2 131 hab./km² (2.º lugar na voivodia da Pomerânia e 40.º lugar na Polônia). Entre 2002–2024, o número de habitantes diminuiu 5,4%.
Os habitantes de Malbork constituem cerca de 60,51% da população do condado de Malbork, constituindo 1,55% da população da voivodia da Pomerânia.
| Descrição                         | Total      | Total    | Mulheres   | Mulheres | Homens     | Homens   |
| --------------------------------- | ---------- | -------- | ---------- | -------- | ---------- | -------- |
| unidade                           | habitantes | %        | habitantes | %        | habitantes | %        |
| população                         | 36 573     | 100      | 19 117     | 52,3     | 17 456     | 47,7     |
| área                              | 17,2 km²   | 17,2 km² | 17,2 km²   | 17,2 km² | 17,2 km²   | 17,2 km² |
| densidade populacional (hab./km²) | 2 131      | 2 131    | 1 114,5    | 1 114,5  | 1 016,5    | 1 016,5  |

## Monumentos históricos

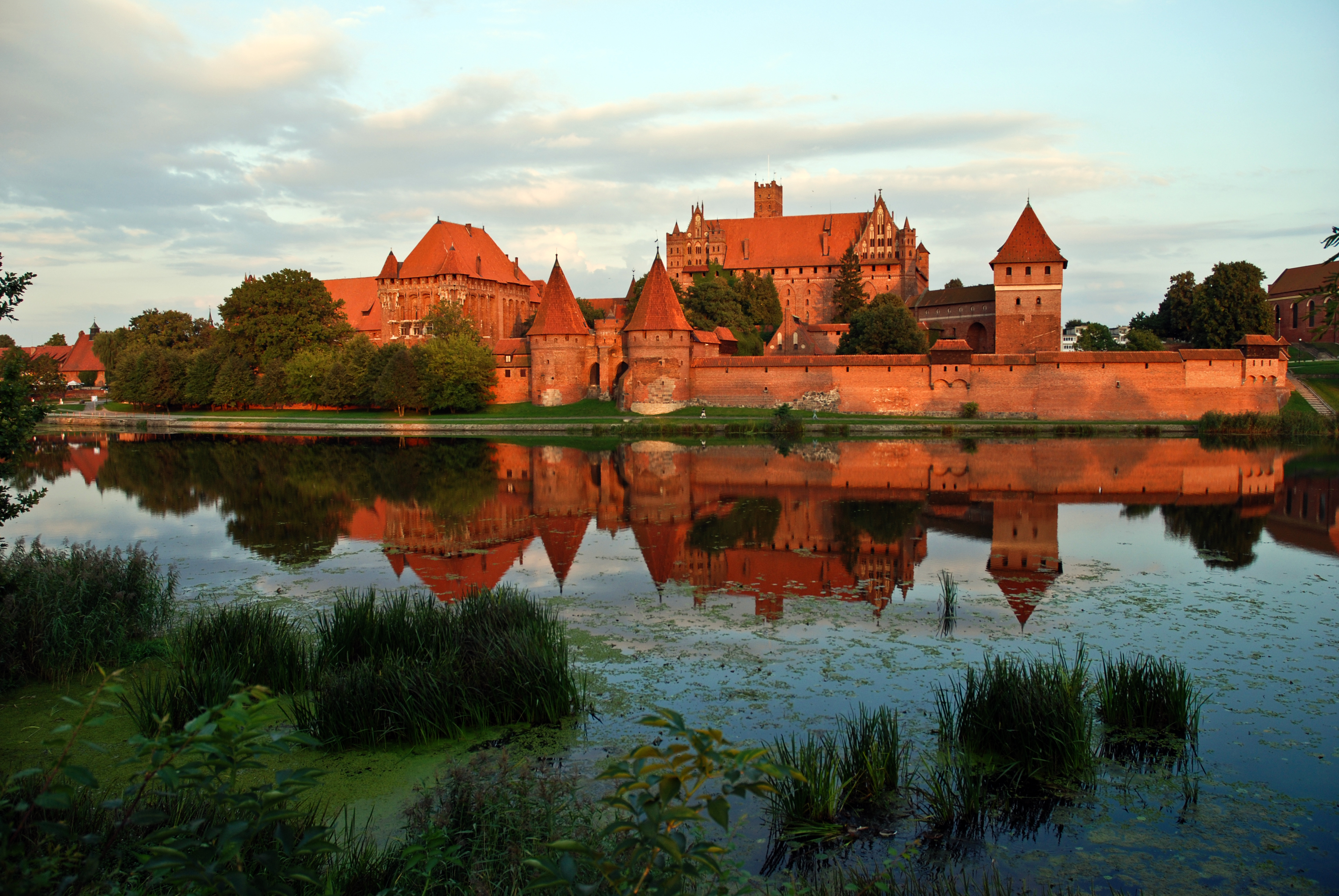
Castelo de Malbork — vista do lado oeste

### Castelo dos Grão-Mestres dos Cavaleiros Teutônicos
A sede dos Grão-Mestres da Ordem Teutônica, construída entre a década de 1380 e meados do século XV, cercada por muralhas defensivas com portões, consistindo no Castelo Alto, no Castelo Médio (com o palácio dos Grão-Mestres) e no vale (o Castelo Baixo).

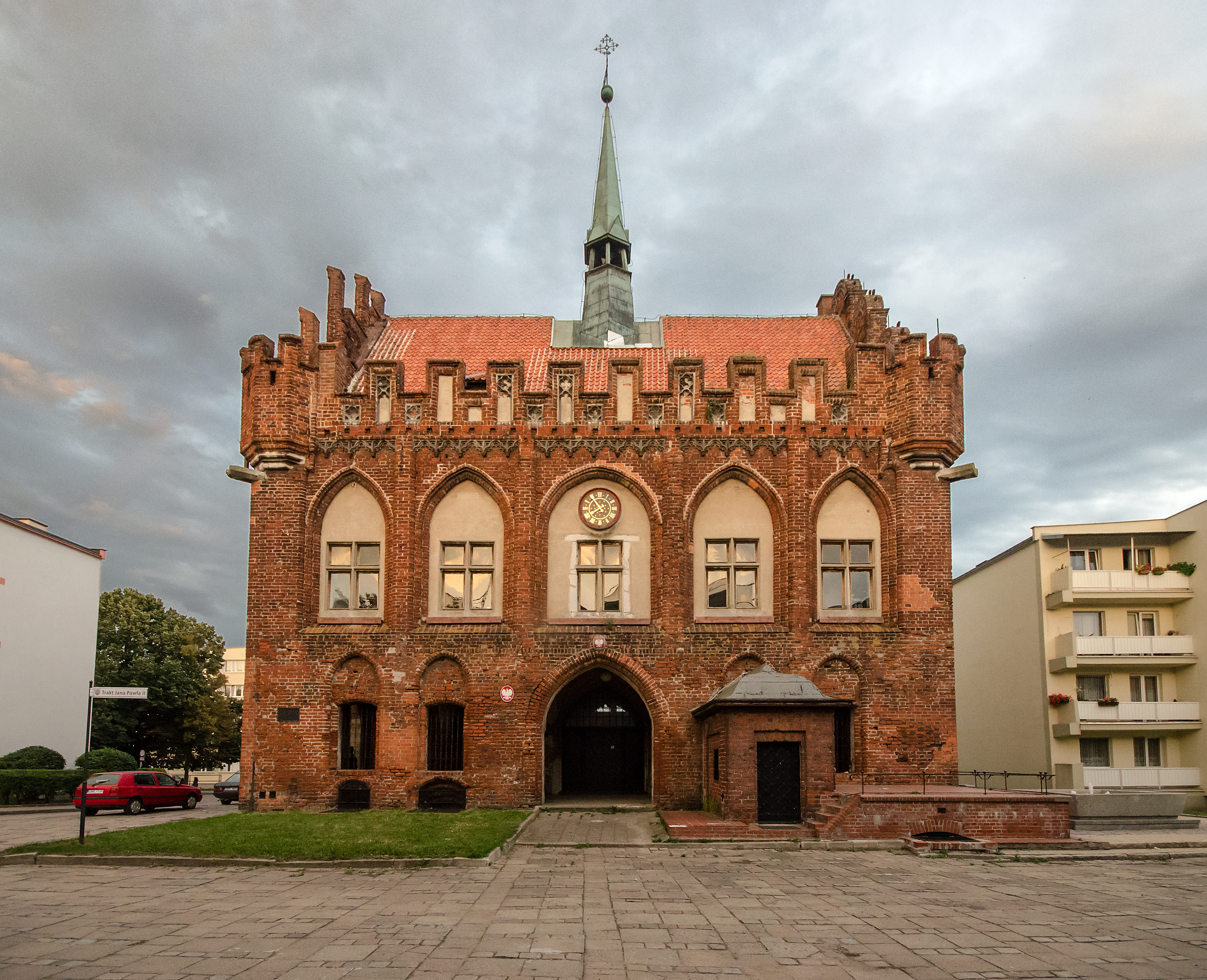
Prefeitura de Malbork

### Prefeitura de Malbork
Foi construída entre 1365 e 1380 no local de uma prefeitura anterior. Reconstruída no final do século XV e em 1901 por Conrad Steinbrecht. A construção é em um plano retangular, com um porão e dois andares. Tem um telhado de duas águas com duas empenas decorativas e um torreão no meio da cumeeira. A torre abrigava um sino fundido em 1407. Os porões abrigavam o restaurante “Ratskeller” com a Câmara do Memorial Hindenburg antes da guerra. Atualmente, a Prefeitura abriga a Casa da Cultura Jovem “Ratskeller”.

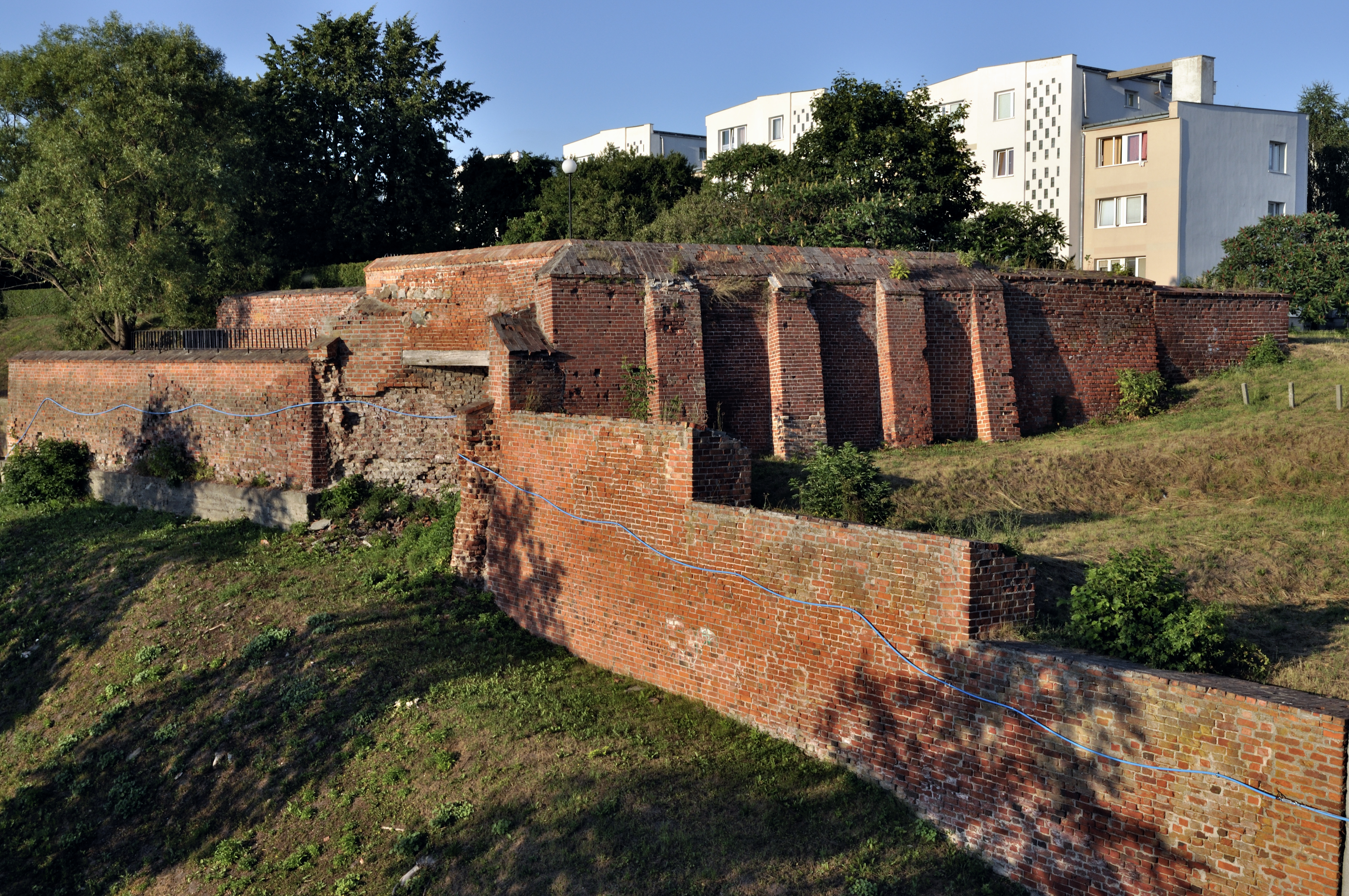
Restos das muralhas da cidade — muro de contenção a oeste

### Restos das muralhas com portões e torres
Construído na primeira metade do século XIV com tijolos. Elas têm uma construção em arcadas. São relativamente finas para uma estrutura defensiva. A espessura básica da parede é de 45 cm (1,5 tijolos), reforçada no lado da cidade com pilares de 45 cm de espessura. Sistema de defesa de Malbork — o centro histórico de Malbork já tinha um sistema de defesa no século XIII, que foi sistematicamente ampliado até os tempos modernos. Das fortificações medievais, sobreviveram: uma parte das muralhas de tijolos a leste, o Portão do Espírito Santo (Olaria) e as ruínas das torres, o Portão de Santa Maria ao sul e o muro de contenção do planalto da cidade a oeste, no qual os edifícios do celeiro estavam baseados.

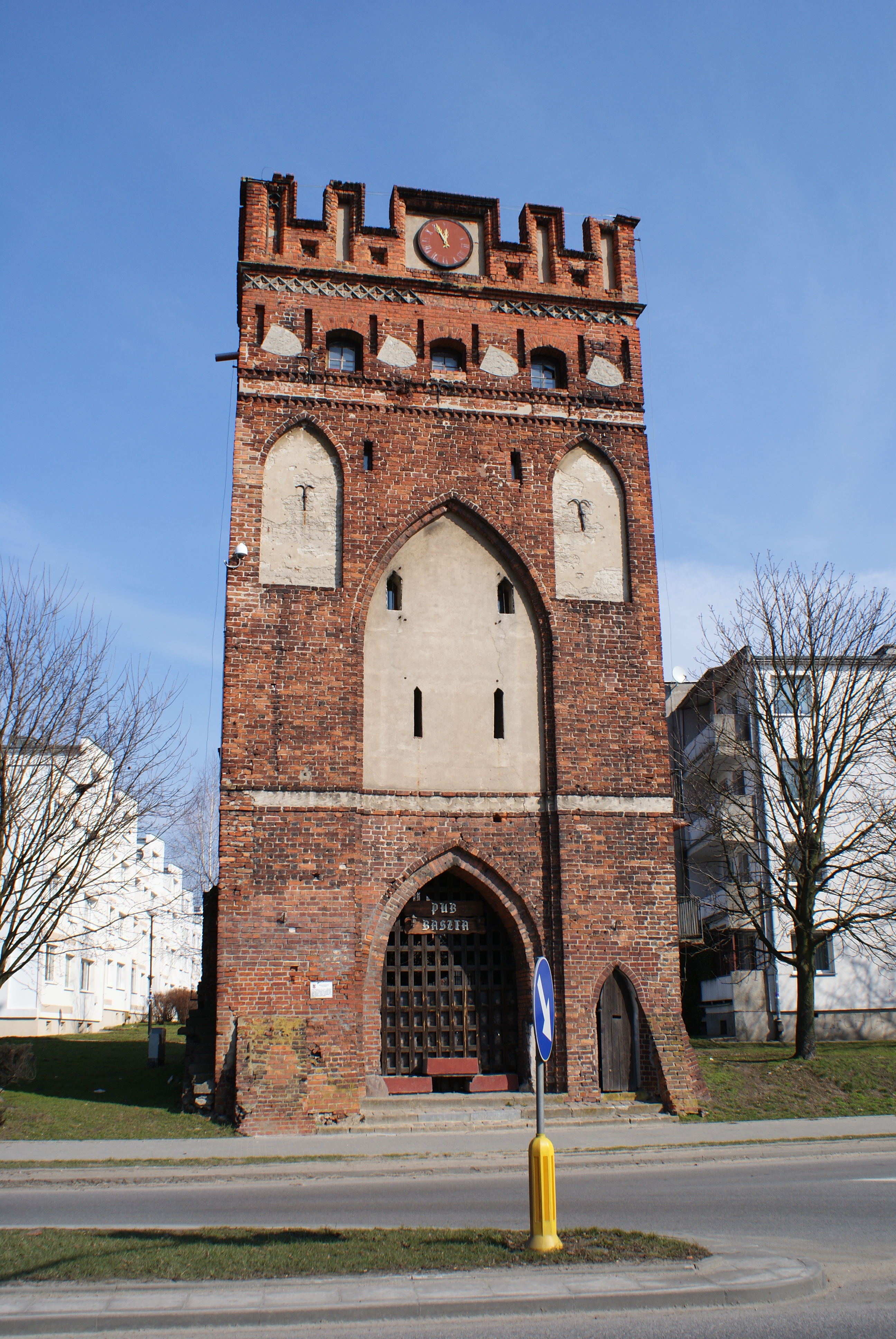
Portão de Santa Maria

### Portão de Santa Maria
O Portão de Santa Maria, também conhecido como Portão de Sztum e Portão da Carruagem, foi construído com o sistema de defesa na primeira metade do século XIV. Sua planta é retangular, medindo 6,6 por 7,6 metros e 10 metros de altura. Suas fachadas sul e norte são decoradas com aberturas fechadas com arcos pontiagudos. Esse edifício gótico ganhou uma superestrutura distinta de enxaimel após o incêndio no telhado em 1838. Em 1936/1937, o telhado foi reconstruído segundo o projeto do mestre de obras Paul Dombert. A torre foi desmontada e o portão foi coberto por um telhado de quatro águas com uma ameia. O relógio foi colocado na ameia decorativa. Após a Segunda Guerra Mundial, a torre não foi coberta pelo telhado de 1937.

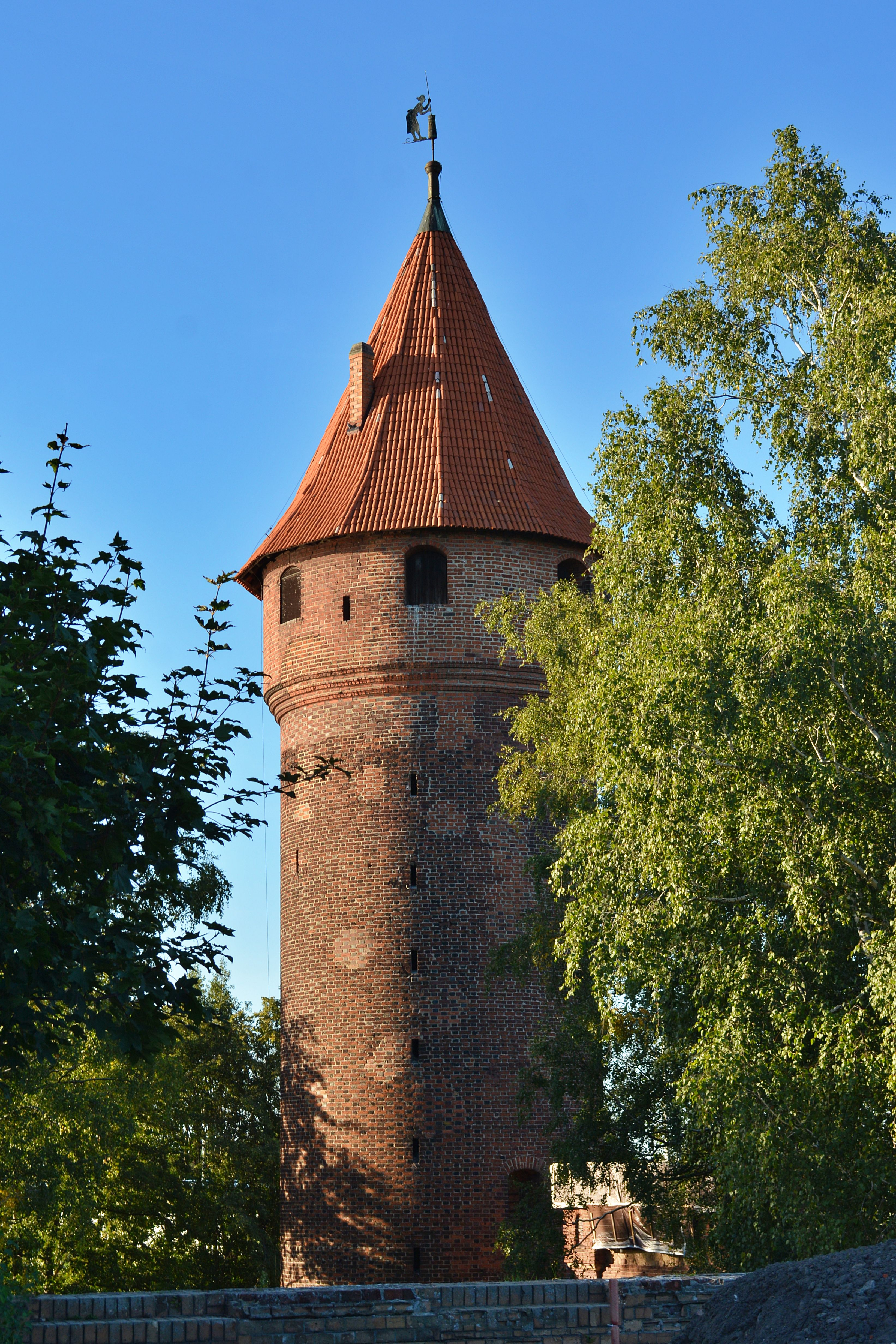
Torre da Manteiga

### Torre da Manteiga
Torre da Manteiga, ou Torre Lichnowska — uma das torres mais altas do complexo do castelo de Malbork. A torre mais ao norte era usada como torre de vigia. Erguida entre os anos de 1335 e 1340 em um plano circular com um diâmetro de 8,68 m (28,8 m de altura), no canto noroeste das muralhas defensivas de Podzamcze. Em 1906, recebeu um telhado pontiagudo, coberto com a figura de uma mulher batendo manteiga (a chamada Mulher da Manteiga) esculpida em chapa de metal por Emil Jentzen. Várias lendas estão associadas à torre. Uma delas diz que os Cavaleiros Teutônicos introduziram um imposto sobre a manteiga batida. Os conselheiros da cidade se rebelaram contra essa decisão. Eles alegaram que, por causa disso, o preço da manteiga aumentaria, os lucros cairiam e eles perderiam clientes. Os Cavaleiros Teutônicos, não tolerando a oposição e temendo novos tumultos, trancaram os rebeldes em uma torre alta. Daí o nome Torre da Manteiga. O prédio não pode ser visitado.

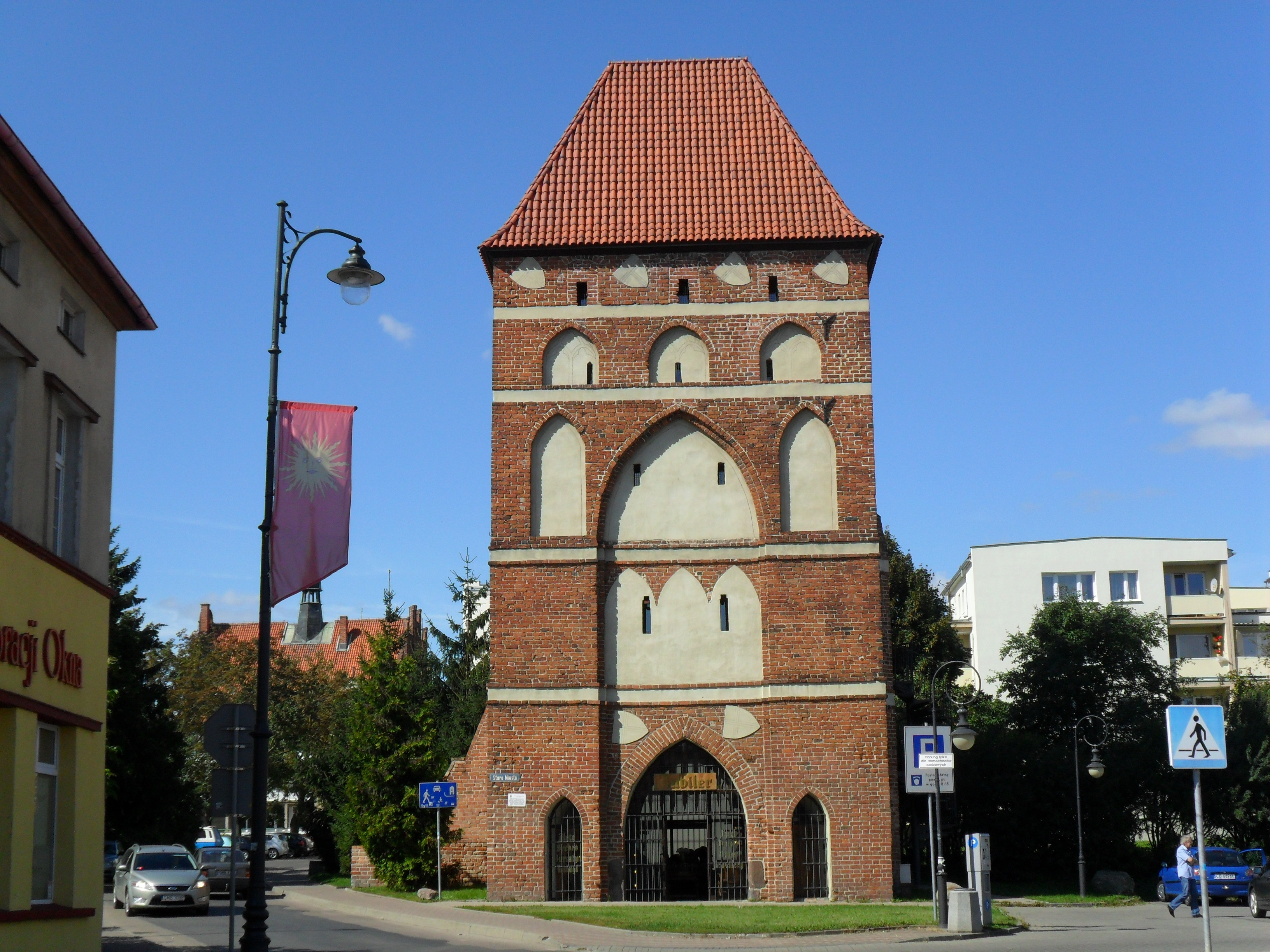
Portão dos Oleiros

### Portão dos Oleiros
Também conhecido como Elbląg ou Portão do Espírito Santo, provavelmente construído em 1380, é um portão de cinco andares, com 12 metros de altura, construído em um plano retangular medindo 7,6 por 9,4 metros. Além da passagem, há duas passagens para pedestres no andar térreo do portão. Os frisos largos que separam os andares superiores e a mescla dos dois andares superiores, bem como o brasão de armas no andar superior e, por fim, as fendas retangulares para armas, moldam visualmente o grande plano da parede leste. A fachada oeste, com formato semelhante e voltada para a cidade, não tinha o grande recesso que havia no lado oposto e atingia a altura de três andares.

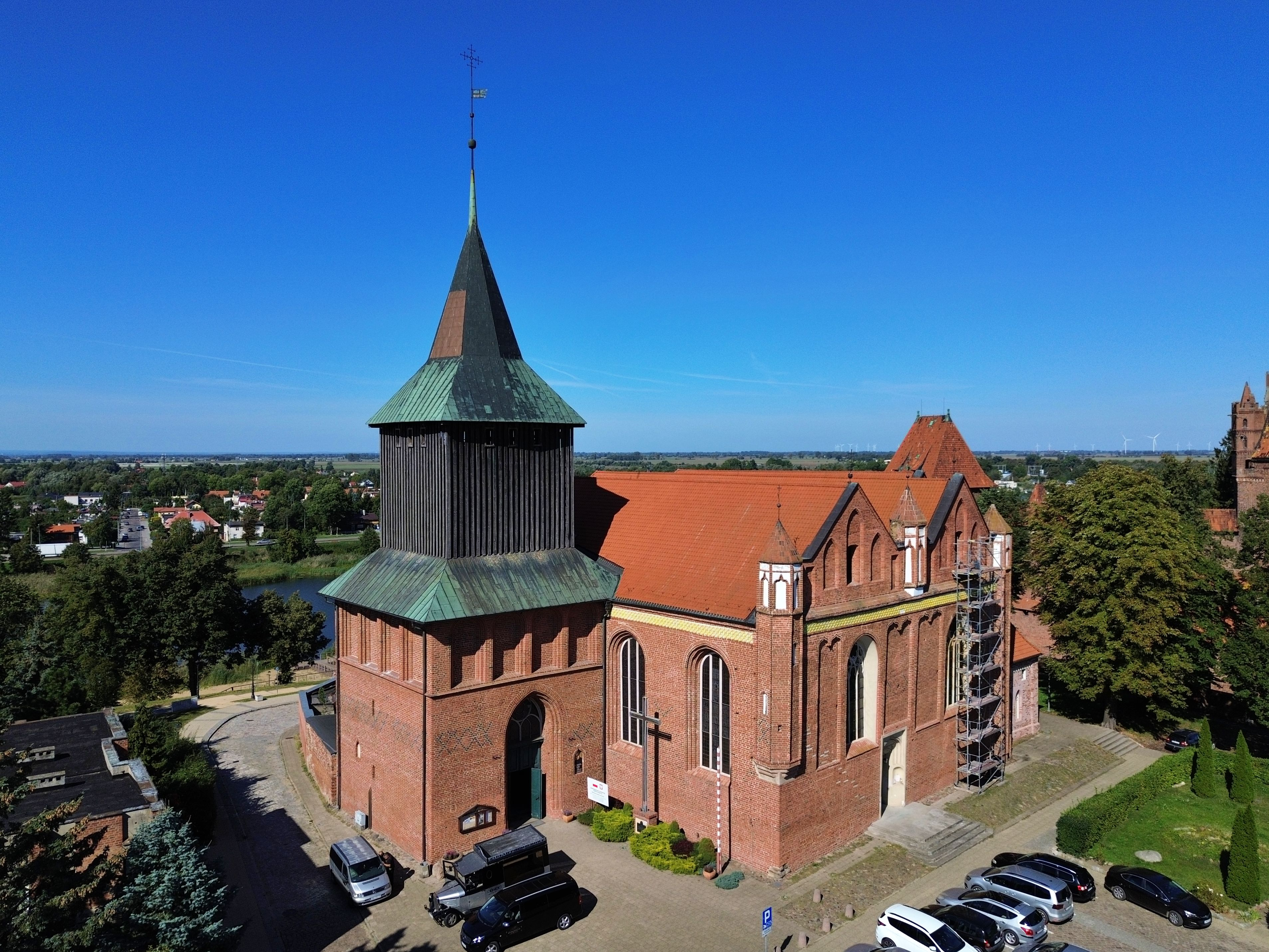
Igreja de São João Batista

### Igreja de São João Batista
A igreja foi reconstruída após os danos causados pelo cerco de 1457–1460 nos anos de 1467–1523. Foi erguida uma igreja de seis compartimentos e três naves, com naves de uma altura (semelhante a um salão), com uma torre ao lado da nave sul. Em 1592, um representante da família Kostka do brasão de Dąbrowa, Maciej Kostka, filho de Jan (vereador de Malbork) e Margaret Eulenberg, foi enterrado aqui. Em 1635, o vão oeste da igreja desmoronou como resultado da explosão de uma mina. O fechamento do edifício, encurtado em um vão, data de 1668.

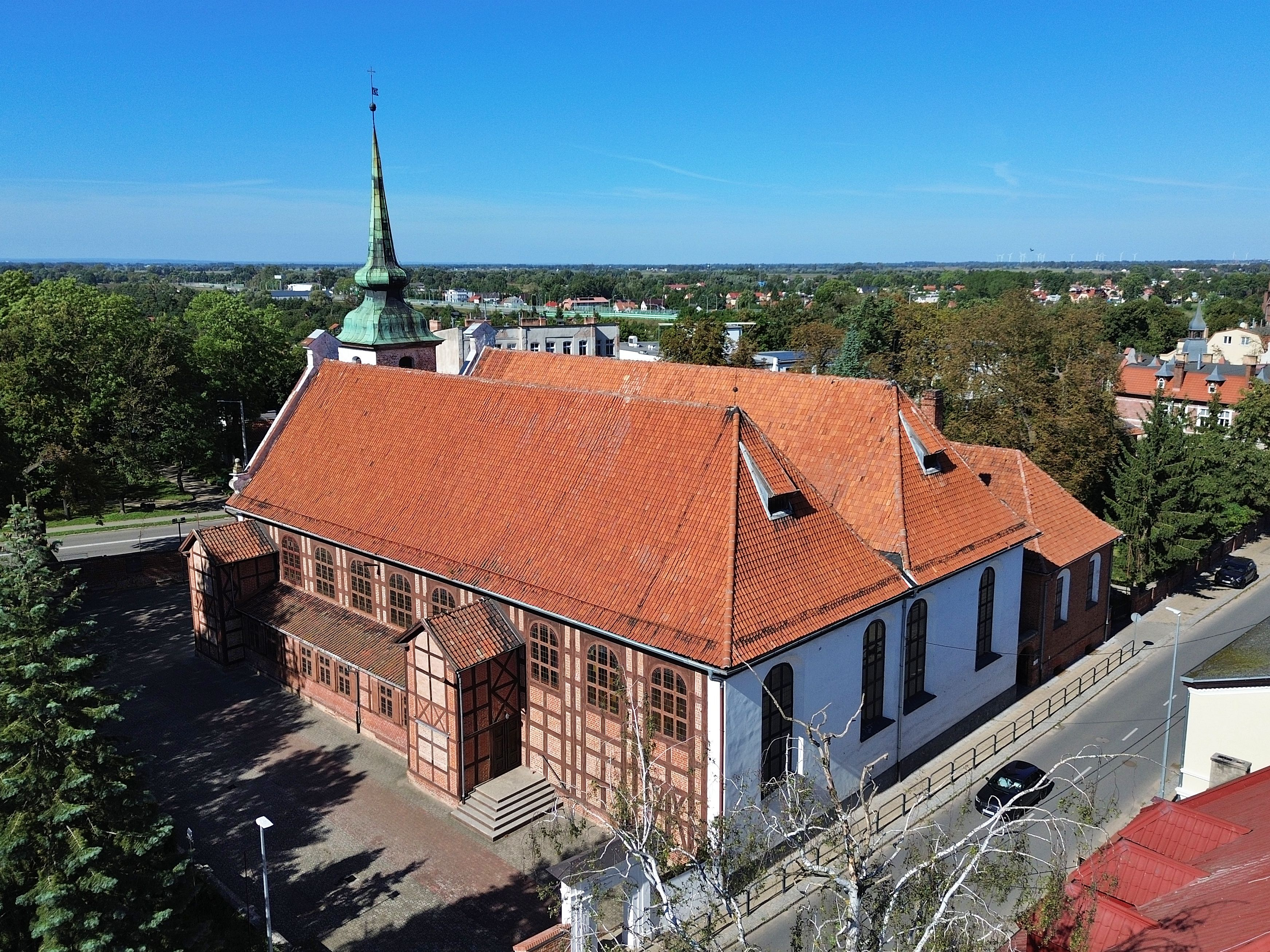
Igreja de Nossa Senhora do Perpétuo Socorro

### Igreja de Nossa Senhora do Perpétuo Socorro
Anteriormente dedicado a São Jorge. Construída na época da Polônia, entre 1711 e 1712, projetada por Jakub Gorau. Um corpo simples, com paredes laterais de madeira, uma cúpula de torre barroca e um portal na lateral da rua Rzeźnicza. Um salão paroquial de tijolos (casa de catequese) para cerca de 350 pessoas foi adicionado à igreja em 1926.

### Escola Latina
Construído em 1352 pelo Grão-Mestre Winrich von Kniprode, o edifício serviu como escola do século XVI até 1864, onde eram ensinadas as origens do latim. Destruído no incêndio da cidade em 26 de julho de 1899, foi reconstruído em 1900 como um armazém típico. Os fragmentos preservados hoje são partes das paredes do recuo, construídas com tijolos queimados e argamassa de cal em uma linha gótica. Um exemplo de um edifício acoplado ao ritmo das fortificações da cidade medieval. Em 2010, o governo local de Malbork obteve fundos para a reconstrução da Escola Latina e os trabalhos começaram no outono de 2011. O prédio foi inaugurado em outubro de 2014 como Centro Cultural e Educacional da Escola Latina. Faz parte da estrutura do Centro Malbork para Cultura e Educação. O edifício inclui um museu ao ar livre de artesanato antigo, uma Mediateca, um Multicentro, uma sala polivalente, um observatório astronômico e um planetário.

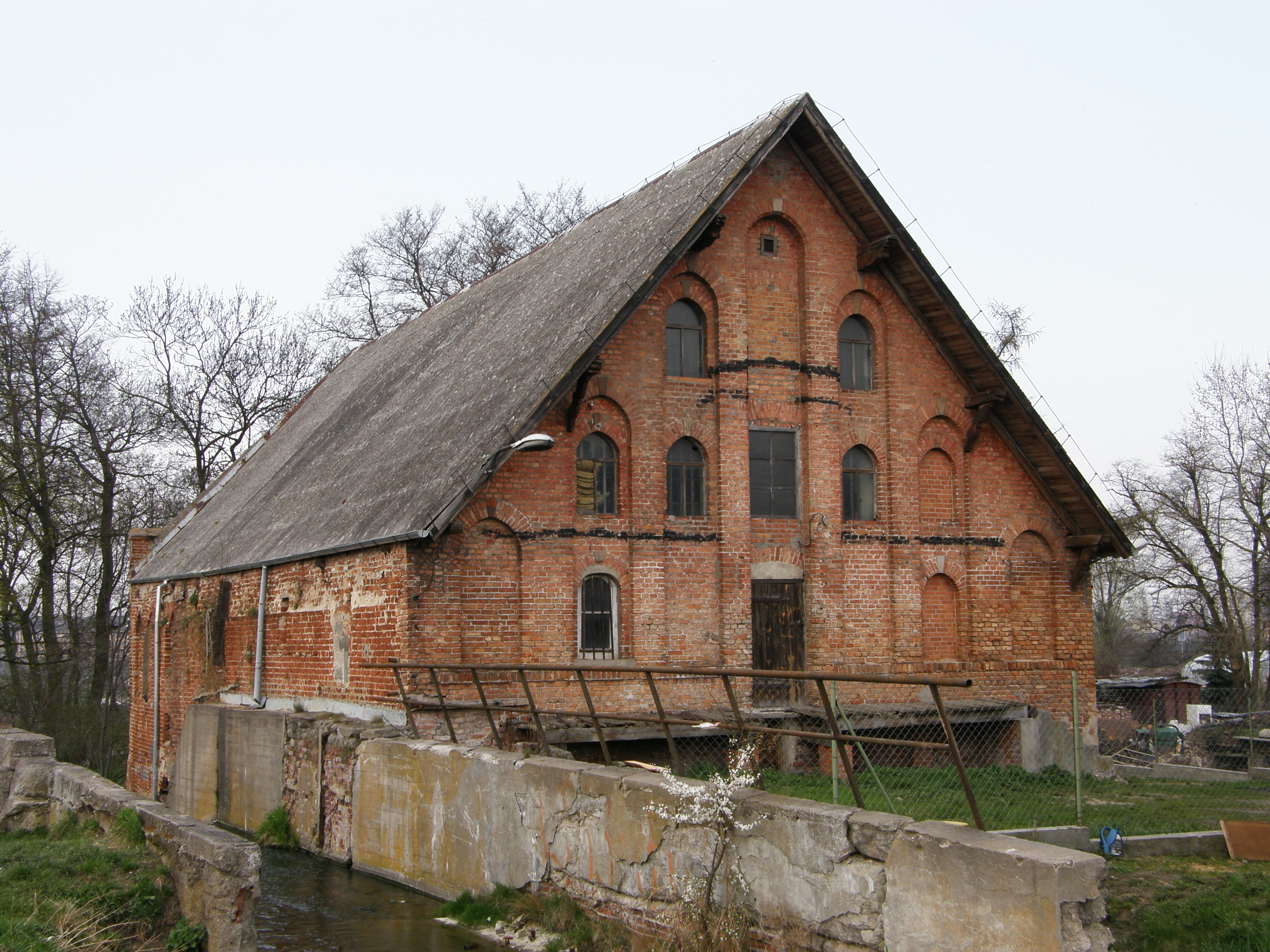
Moinho Superior

### Moinho Superior
Construído por volta de 1400, em um plano retangular medindo 12,75 por 25,50 m, com paredes de 1,35 m de espessura. Seu telhado foi reconstruído após incêndios em 1410 e 1718.

### Hospital de Jerusalém
O prédio de dois andares provavelmente data do século XVI. Originalmente usado como um hospital, abrigou apartamentos após a guerra, mas se deteriorou devido à negligência e a um incêndio. Reconstruído entre 2006 e 2011, o edifício agora é usado pelo Centro de Cultura e Educação de Malbork.
Consta na lista do World Monuments Watch 2006.

### Fortaleza de Malbork
Ruínas da fortaleza de Malbork, construída nos arredores da cidade entre 1899 e 1903 e ampliada entre 1914 e 1915.

### Igreja de São José em Malbork-Kałdowo
Igreja neogótica construída entre 1930 e 1931, parcialmente destruída durante a Segunda Guerra Mundial, foi reconstruída entre 1957 e 1958.

## Distritos da cidade
Os distritos de Malbork são:
- Czwartaki (em alemão: Hoppenbruch)[47]
- Kałdowo (em alemão: Kalthof, em 1945, temporariamente Zimnik)
- Małe Piaski
- Nowa Wieś (também comumente chamado de Primeira Vila Nova, Subúrbio ou Międzytorze)
- Piaski
- Piaski II
- Południe
- Rakowiec (em alemão: Galgenberg)
- Stare Miasto
- Śródmieście
- Wielbark

## Economia

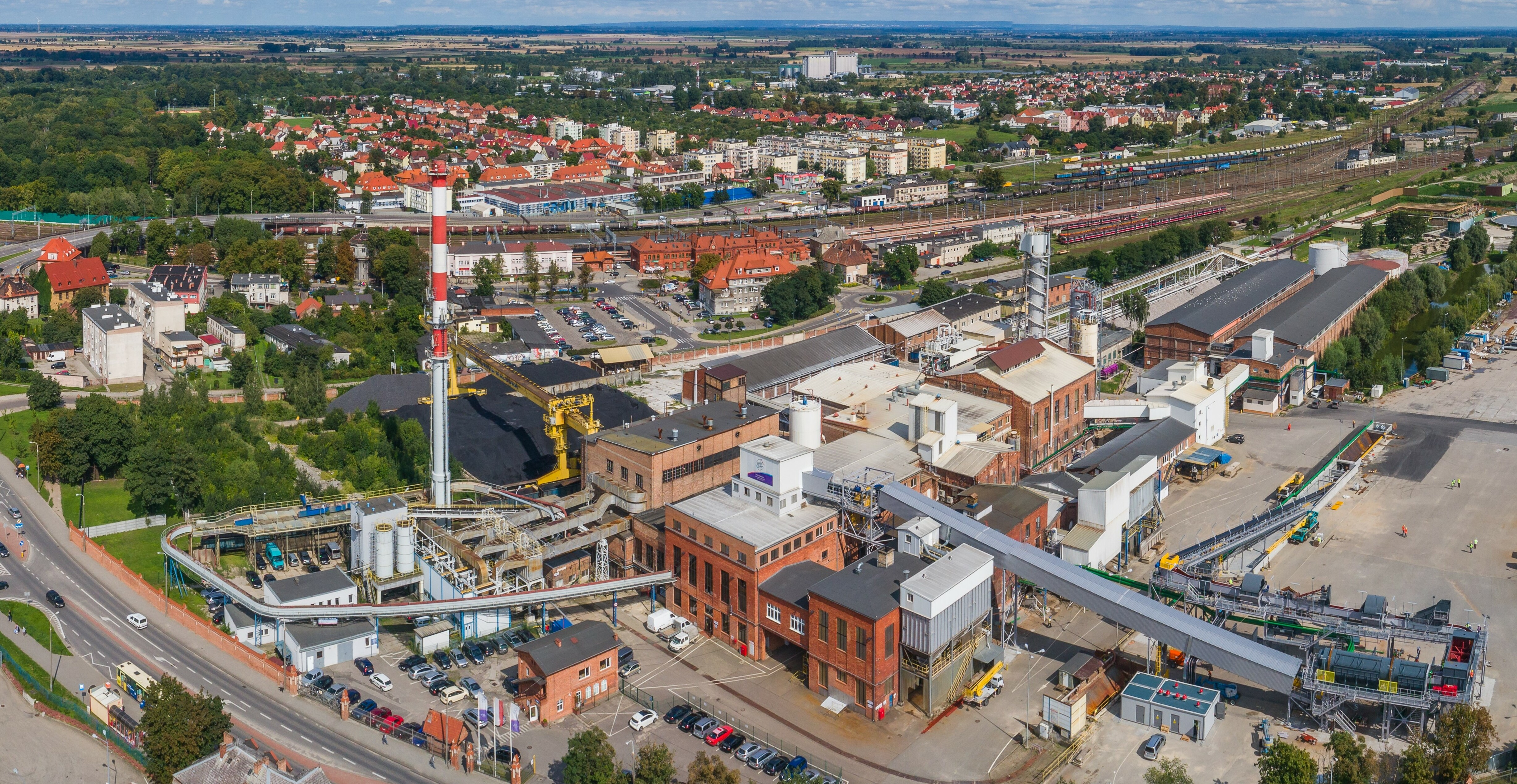
Fábrica de Açúcar de Malbork

A estrutura econômica de Malbork é dominada pelo setor de alimentos. Desde 1881, a Fábrica de Açúcar de Malbork está localizada aqui. Na cidade, são fabricados equipamentos agrícolas (fábrica de ferramentas de jardinagem Leokadia), bem como equipamentos para o setor madeireiro (fábrica de processamento de madeira Malbork Pemal). O setor de vestuário está se desenvolvendo, representado pelas empresas Cotte e Koga, e o setor químico, pela fábrica Organika. O capital estrangeiro também é representado pela Prino-Plast (fabricante de produtos de higiene) e pelo maior fabricante de materiais de construção da região, Leier-Malbork sp. z o.o., bem como pelo fabricante de ventiladores industriais Nyborg-Mawent S.A. e pela fábrica de janelas e portas de PVC e alumínio FOREST.

## Transportes

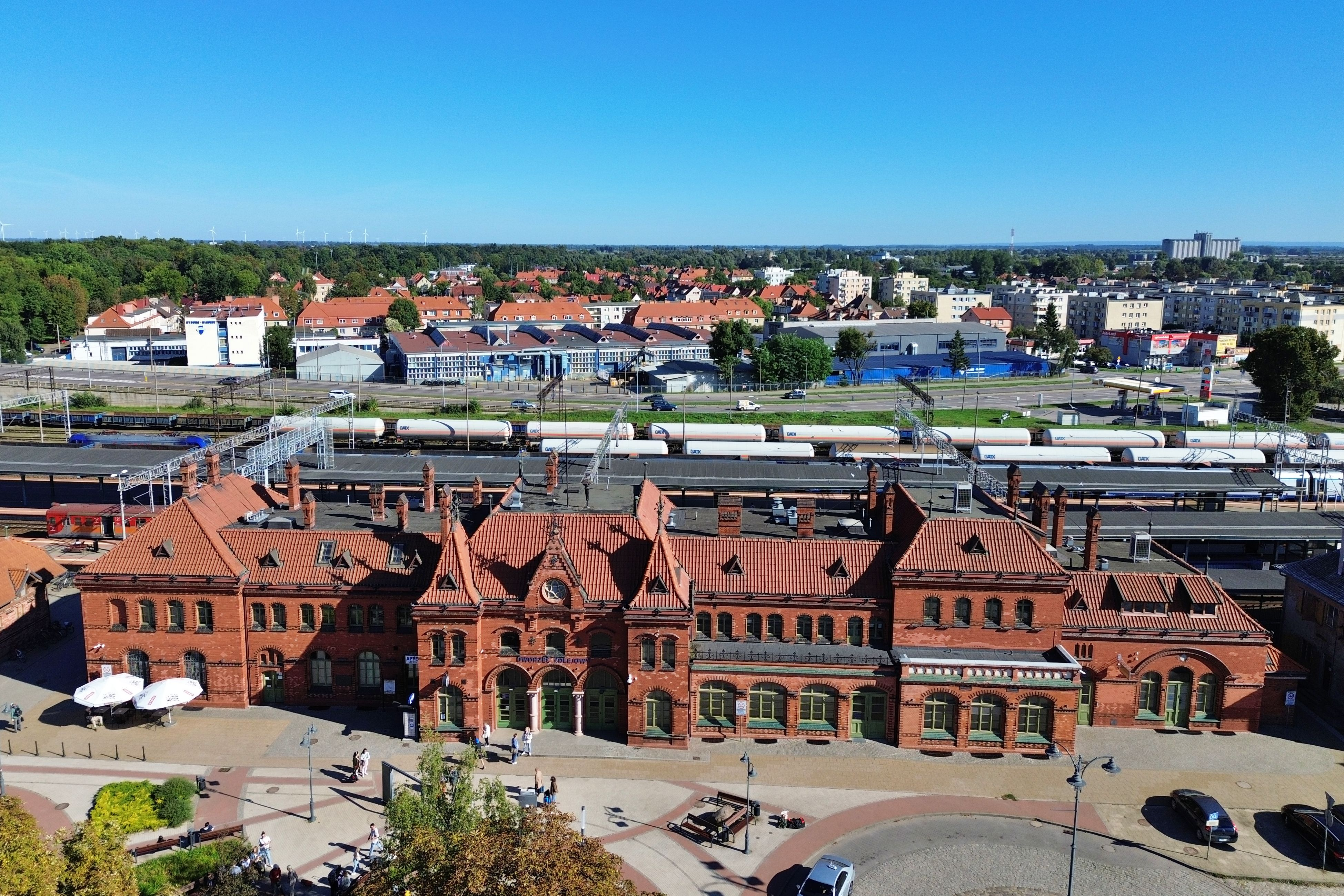
Estação ferroviária de Malbork

As linhas de trem passam pela cidade a partir da estação principal para Gdynia, Varsóvia, Elbląg e Toruń.
Da rede rodoviária, a mais importante é a conexão com Gorzów Wielkopolski, Elbląg (estrada nacional n.º 22), Grudziądz e Nowy Dwór Gdański (estrada nacional n.º 55).
Em Malbork há transporte público desde 3 de fevereiro de 1960, organizado pela MZK Malbork. Em 1 de julho de 2022 (com base na resolução da Câmara Municipal de Malbork, foram introduzidos serviços de transporte gratuitos em transportes coletivos públicos em Malbork.
Não muito longe da cidade fica o campo de pouso militar de Malbork-Krasnołęka.

## Segurança pública
Segurança pública

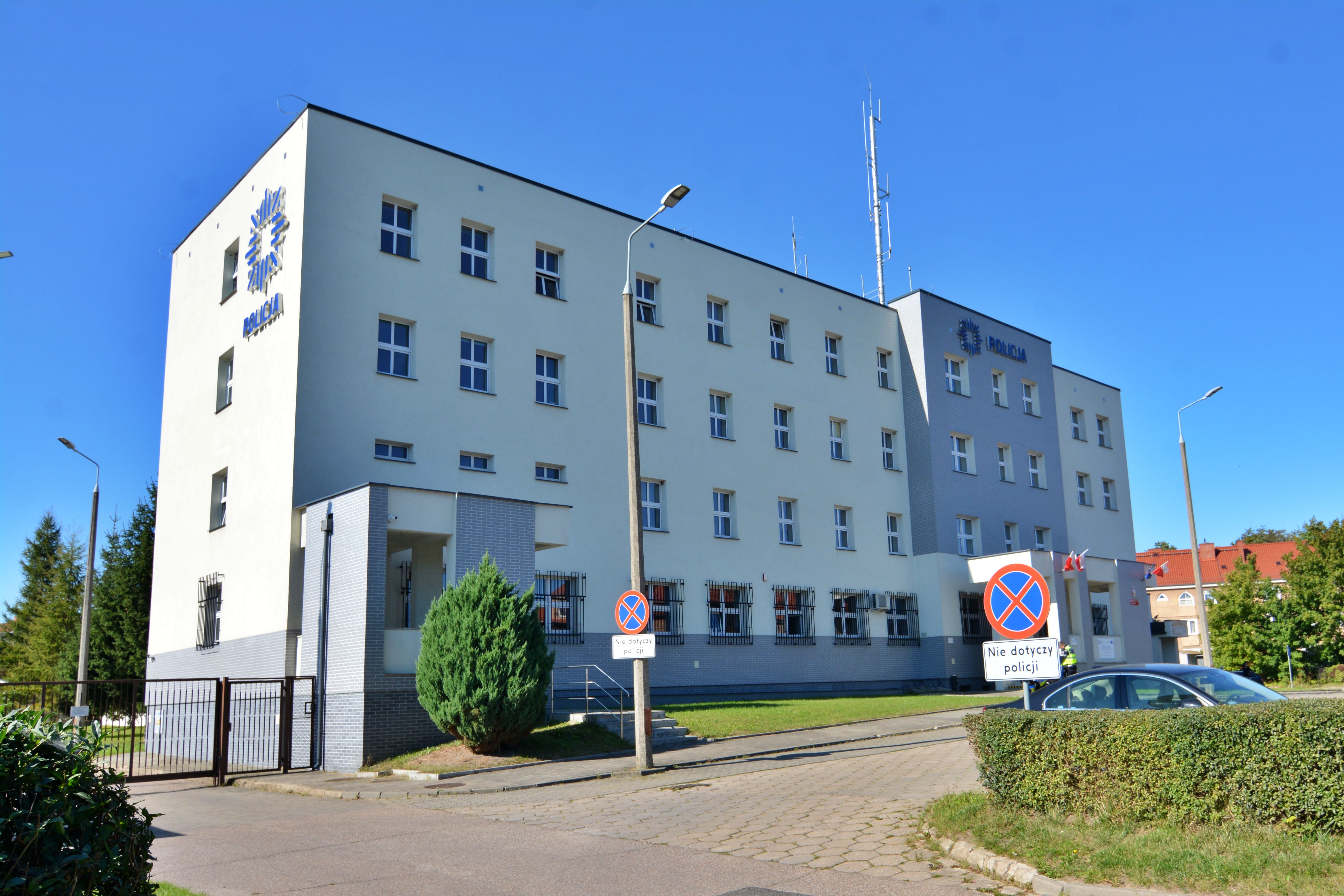
Sede da Polícia Distrital de Malbork

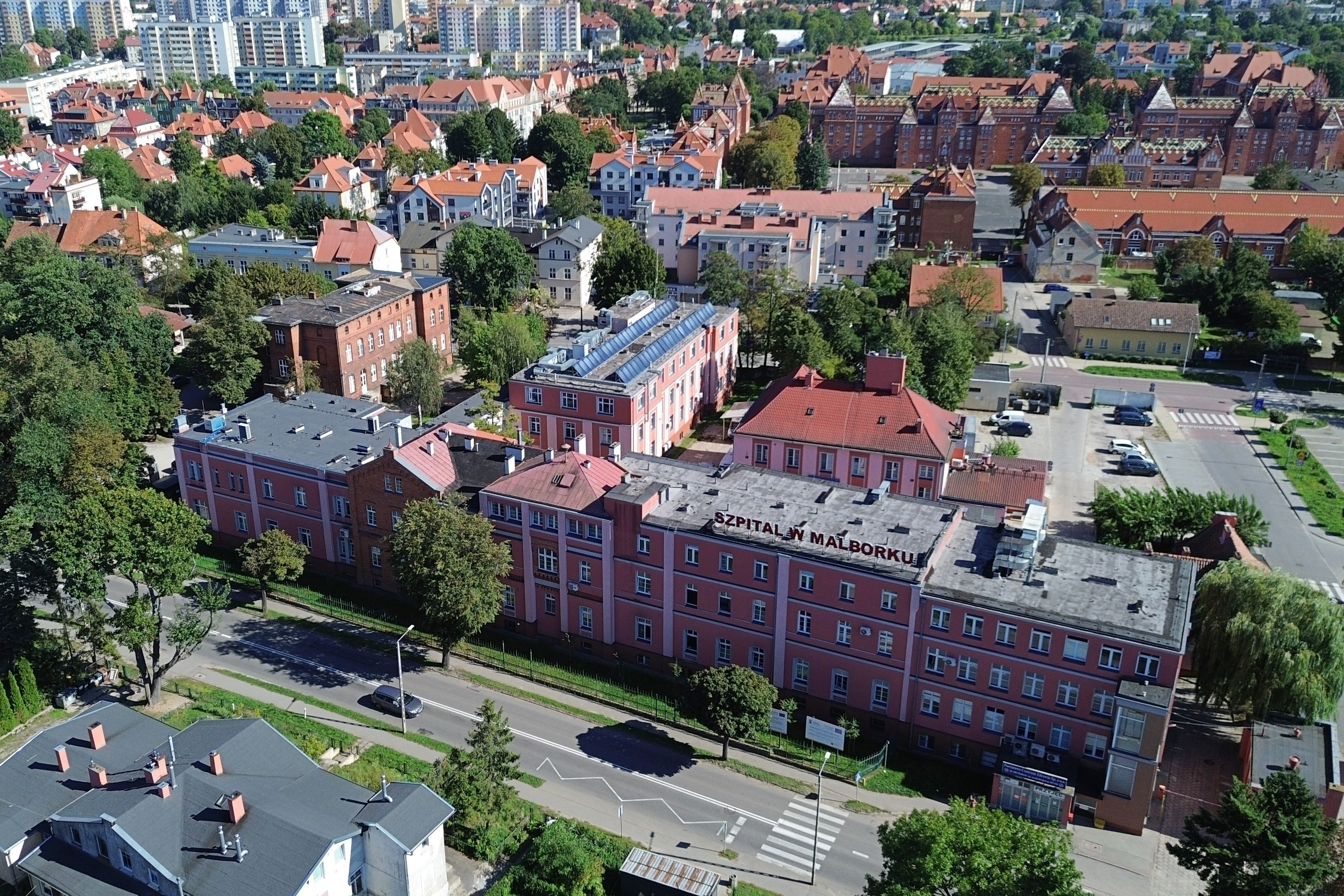
Hospital em Malbork

Em termos de lei e ordem é fornecida por policiais empregados na Delegacia de Polícia Distrital em Malbork (rua Charles de Gaulle, 3). A estrutura organizacional do Comando inclui quatro departamentos: Criminal, Prevenção, Investigação e Tráfego Rodoviário. Duas unidades externas estão subordinadas ao Comando: a Delegacia de Polícia em Nowy Staw e o Posto Policial em Stare Pole.
Segurança contra incêndios
É garantida pela sede distrital do Corpo de Bombeiros Estatal em Malbork (rua Wybickiego, 1). A Unidade de Resgate e Combate a Incêndio em Malbork e as seguintes unidades de Brigadas de Incêndio Voluntárias incluídas no KSRG estão subordinadas ao Comando: OSP Nowy Staw, OSP Lipinka, OSP Lichnowy, OSP Lisewo Malborskie, OSP Lasowice Wielkie, OSP Stogi, OSP Miłoradz, OSP Kończewice, OSP Stare Pole, OSP Ząbrowo e as não incluídas no KSRG: OSP Myszewo, OSP Pordenowo, OSP Szymankowo, OSP Szawałd, OSP Mątowy Wielkie.
O equipamento da Unidade de Resgate e Combate a Incêndios em Malbork em 2023 incluía: caminhão pesado de resgate e combate a incêndios GCBA5/32, caminhão médio de resgate e combate a incêndios GBA2.5/16, caminhão leve de combate a incêndios e resgate técnico GLBARt, caminhão pesado com escada de 42 metros de alcance SCD-42, caminhão pesado de quartel SCKw, caminhão leve de reconhecimento e resgate SLRr..
Segurança de saúde
Para os residentes da cidade é fornecida pelo hospital em Malbork (rua 500-lecia, 23), nome oficial: Powiatowe Centrum Zdrowia Sp. z o.o. Hospital Dr. Jadwiga Obodzińska-Król. O hospital tem as seguintes alas: Cirurgia Geral, Cirurgia Neonatal, Obstetrícia e Ginecologia, Anestesiologia e Cuidados Intensivos, Medicina Interna, Sala de Emergência

## Educação

### Escolas de ensino fundamental
- Escola primária n.º 1, Jan III Sobieski[60]
- Escola primária n.º 2, Ignacy Krasicki[61]
- Escola primária n.º 3, 2 Pułku Nocnych Bombowców “KRAKÓW”[62]
- Escola primária n.º 5 da UNICEF com ramificações integradas (como parte do Complexo de Escolas e Jardins de Infância n.º 1)[63]
- Escola primária n.º 6, Jan Kochanowski[64]
- Escola primária n.º 8, Mikołaj Kopernik[65]
- Escola primária n.º 9, Kazimierz Jagiellończyk[66]
- Escola primária na Comuna de Malbork[67]
- Escola primária católica pública com classes de jardim de infância (no complexo da escola católica São João Paulo II)[68]
- Escola primária Especial n.º 10 (na Escola Especial e Centro Educacional Maria Grzegorzewska)[69]
- Escola primária Especial n.º 11 (no Centro de Educação Juvenil n.º 1, Tadeusz Kościuszko)[70]
- Escola do Campeonato Esportivo (como parte do Complexo da Escola Secundária Sênior n.º 4)[71]

## Cultura
O Centro Cultural e Educacional de Malbork e o Clube da Base Aérea Tática estão em atividade na cidade. Entre os eventos organizados pela cidade estão aqueles que continuam sendo realizados há muitos anos: O Festival de Natal nas Artes, as Eleições de Misses, a Avaliação de Grupos de Dança, o Encontro de Teatro de Malbork e muitos outros. Os Dias de Malbork são comemorados em junho, e o Cerco de Malbork, em julho. É possível assistir a torneios de cavaleiros, shows, participar de competições e barracas montadas ao redor do castelo. A cidade sedia o Torneio Internacional de Xadrez para a Torre do Castelo de Malbork, e torneios locais de xadrez são realizados aqui durante todo o ano. O castelo abriga exposições e sessões de ciência popular. Eventos como o Cerco de Malbork, que se refere à tradição cavalheiresca, também ocorrem localmente. Em 2019, o cerco foi realizado pela vigésima vez.

## Esporte e turismo

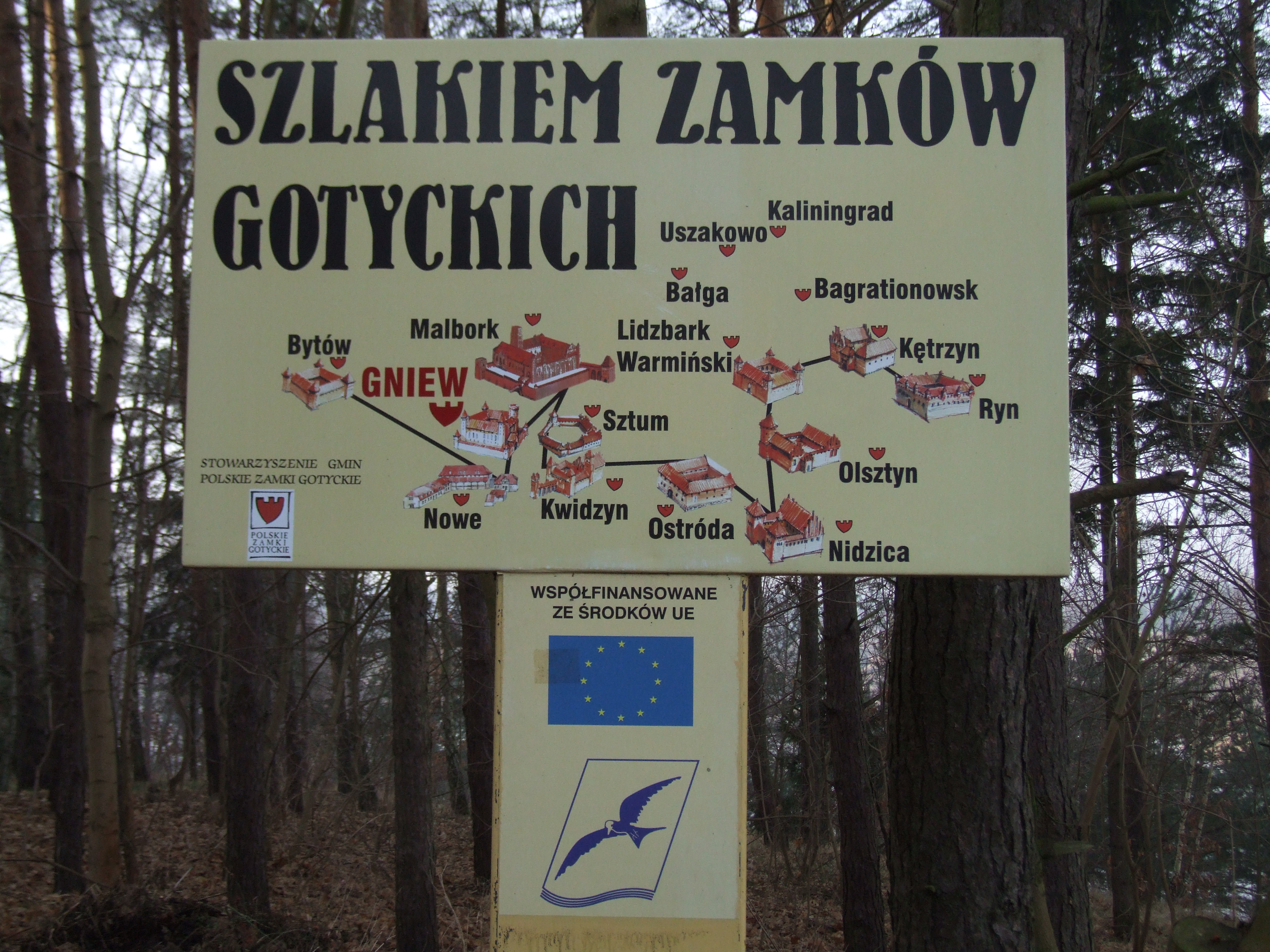
Castelos góticos poloneses

Malbork é membro da associação de comunas de Castelos Góticos Poloneses, promovendo o desenvolvimento do turismo, mas não são apenas os monumentos que são a atração da cidade. Ela também é um local para o turismo de congressos. Malbork, situada na hidrovia, oferece cruzeiros de barco e bonde aquático. Durante a temporada de verão, pode-se nadar nas águas cada vez mais claras do rio Nogat e admirar o panorama da cidade em um caiaque ou gôndola. Há um grande parque de dinossauros em movimento chamado Dinopark na cidade. Há também o evento anual de três dias “Cerco de Malbork”. O Centro de Esportes e Lazer tem um parque de campismo, dois estádios, um complexo de campos (incluindo uma grande instalação de grama artificial), quadras de tênis, uma parede de escalada e uma área de banho no rio Nogat.
A cidade tem dois clubes de futebol: Pomezania Malbork e Nogat Malbork, bem como o clube de handebol Polski Cukier SPR Pomezania Malbork, que joga na primeira divisão. Há seções de barco-dragão em Malbork: Associação de Esportes Escolares do Distrito de Malbork, Clube Esportivo Nogat Malbork, Starosty do Distrito de Malbork, Cukrownia Malbork e Município de Malbork; todas as equipes têm grandes conquistas no esporte; participam de campeonatos mundiais e europeus e de vários eventos importantes, e seus membros são convocados para a seleção polonesa. Há dois clubes de voleibol: masculino — UMKS “Jurand” e feminino — UKS “Orzeł”.

## Comunidades religiosas

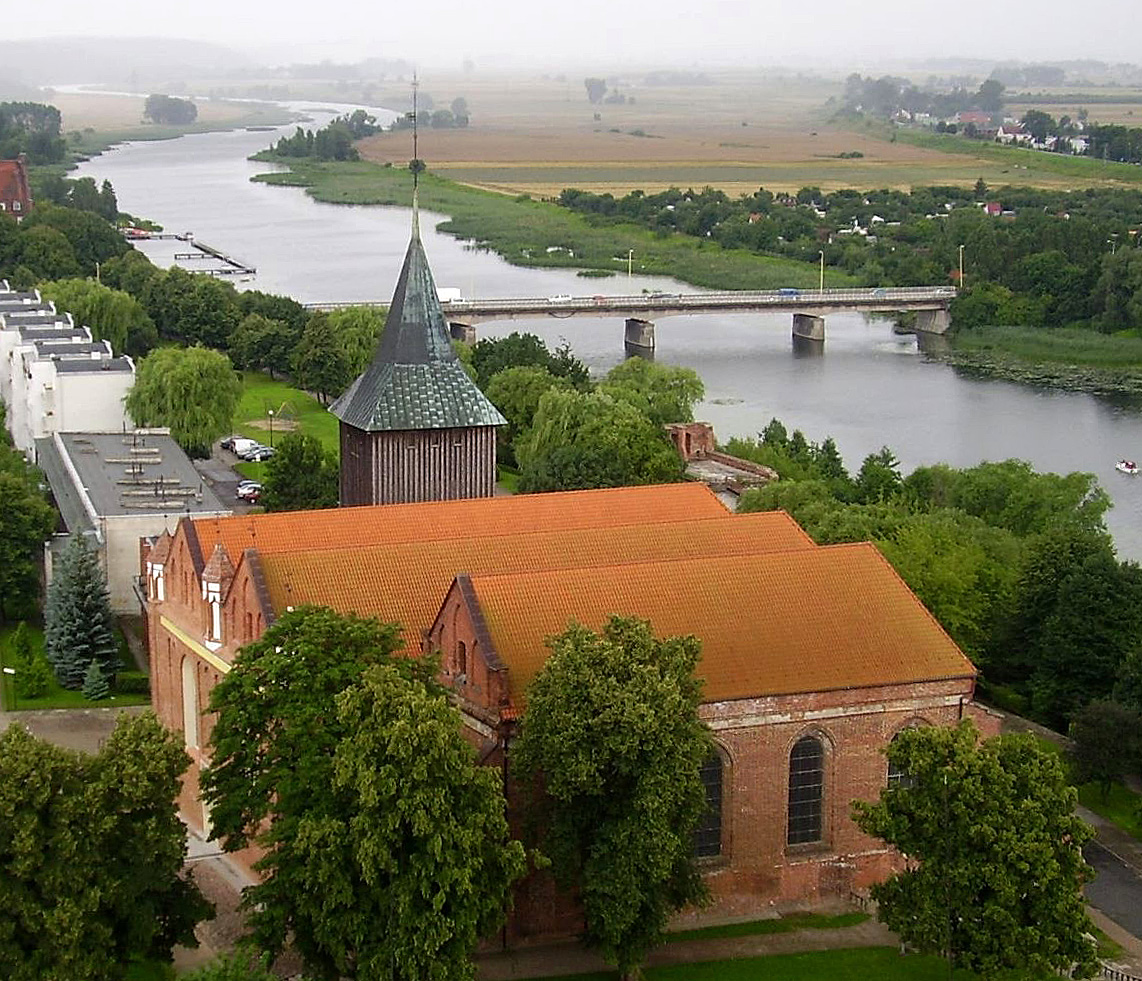
Igreja católica de São João Batista

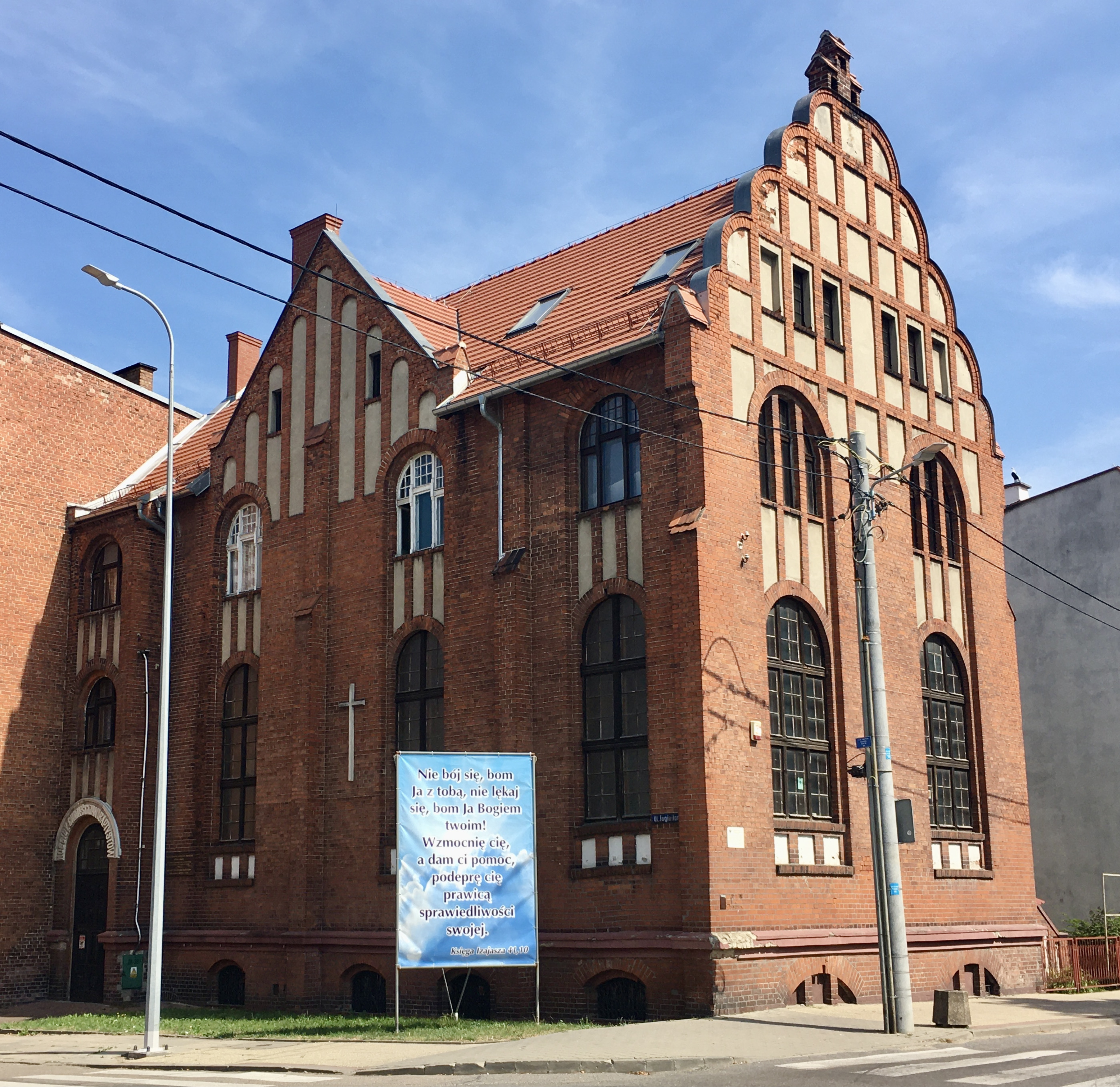
Igreja Batista

As seguintes igrejas e associações religiosas estão ativas na cidade:
- Budismo:
  - Associação Budista Caminho do Diamante da linhagem Karma Kagyu::
    - Centro de Malbork[82]
- Igrejas evangélicas::
  - Exército da Salvação:
    - Posto avançado de Malbork[83]

  - Igreja de Deus em Cristo:
    - Igreja “Syloe”[84]

  - Igreja Batista:
    - Igreja em Malbork[85]

  - Igreja Pentecostal:
    - "Igreja Amiga"[86]
- Igreja Católica:
  - Igreja Católica de Rito Latino:
    - Paróquia dos Beatos 108 Mártires Poloneses[87]
    - Paróquia de São João Batista[87]
    - Paróquia de São José[87]
    - Paróquia de Santa Urszula Ledóchowska[87]
    - Paróquia de Nossa Senhora do Perpétuo Socorro[87]
    - Paróquia da Divina Misericórdia[87]
    - Paróquia de Pentecostes[87]
- Restauracionismo:
  - Testemunhas de Jeová:
    - Igrejas de Malbork-Kałdowo, Malbork-Piaski, Malbork-Sul, Malbork-Wielbark: Salão do Reino; Salão da Assembleia.

## Filmes realizados em Malbork
- Krzyżacy — longa-metragem, ano de produção e estreia 1960, diretor Aleksander Ford.[88]
- Malbork — filme documentário, ano de produção 1962, dirigido por Jan Riesser.
- Gniewko, syn rybaka — série de TV de fantasia dirigida por Bohdan Poręba, produzida em 1969 para a Televisão polonesa.[89]
- Samochodzik i templariusze — série de TV, ano de produção 1971, estreia 1972, dirigida por Hubert Drapella.[90]
- Henryk Monte — filme histórico, ano de produção 1971, dirigido por Saulus Šaltenis.
- Kopernik — filme biográfico, ano de produção 1972, estreia 1973, dirigido por Ewa e Czesław Petelscy.[91]
- Znak orła — série de TV, ano de produção 1977, estreia 1978, dirigido por Hubert Drapella.[92]
- Pan na Żuławach — série de TV, ano de produção 1982–1984, estreia 1985, dirigida por Sylwester Szyszko.[93]
- Królowa Bona — série de TV, ano de produção 1980, estreia 1982, dirigida por Janusz Majewski.[94]
- Przyłbice i kaptury — série de TV, ano de produção 1985, estreia 1986, diretor Marek Piestrak.[95]
- Malbork — filme documentário, ano de produção 1987, dirigido por Czesław Duraj, Stanisław Kostrzewa.
- Gdańsk 39 — série de TV histórica, ano de produção 1989, dirigida por Zbigniew Kuźmiński, produzida pela TVP.[96]
- Król Olch — filme de guerra, ano de produção 1995, dirigido por Volker Schlöndorff.
- Sztos — filme de suspense, ano de produção e estreia 1997, dirigido por Olaf Lubaszenko.[97]
- Wiedźmin — filme de fantasia e série de TV, período de filmagem 2000–2001, estreia: filme 2001,[98] série de TV 2002,[99] dirigido por Marek Brodzki.
- Hans Kloss. Stawka większa niż śmierć — filme de espionagem, ano de produção 2012, dirigido por Patryk Vega.[100]
- Układ zamknięty — thriller, ano de produção 2013, dirigido por Ryszard Bugajski (uma parte do filme foi filmada na Instituição Penitenciária de Malbork).[101]
- Twierdze — série documental, ano de produção 2012, dirigida por Ian Herring, episódio 5.
- Korona królów — série histórica, anos de produção 2018–2020.[102]